# Villa Badessa

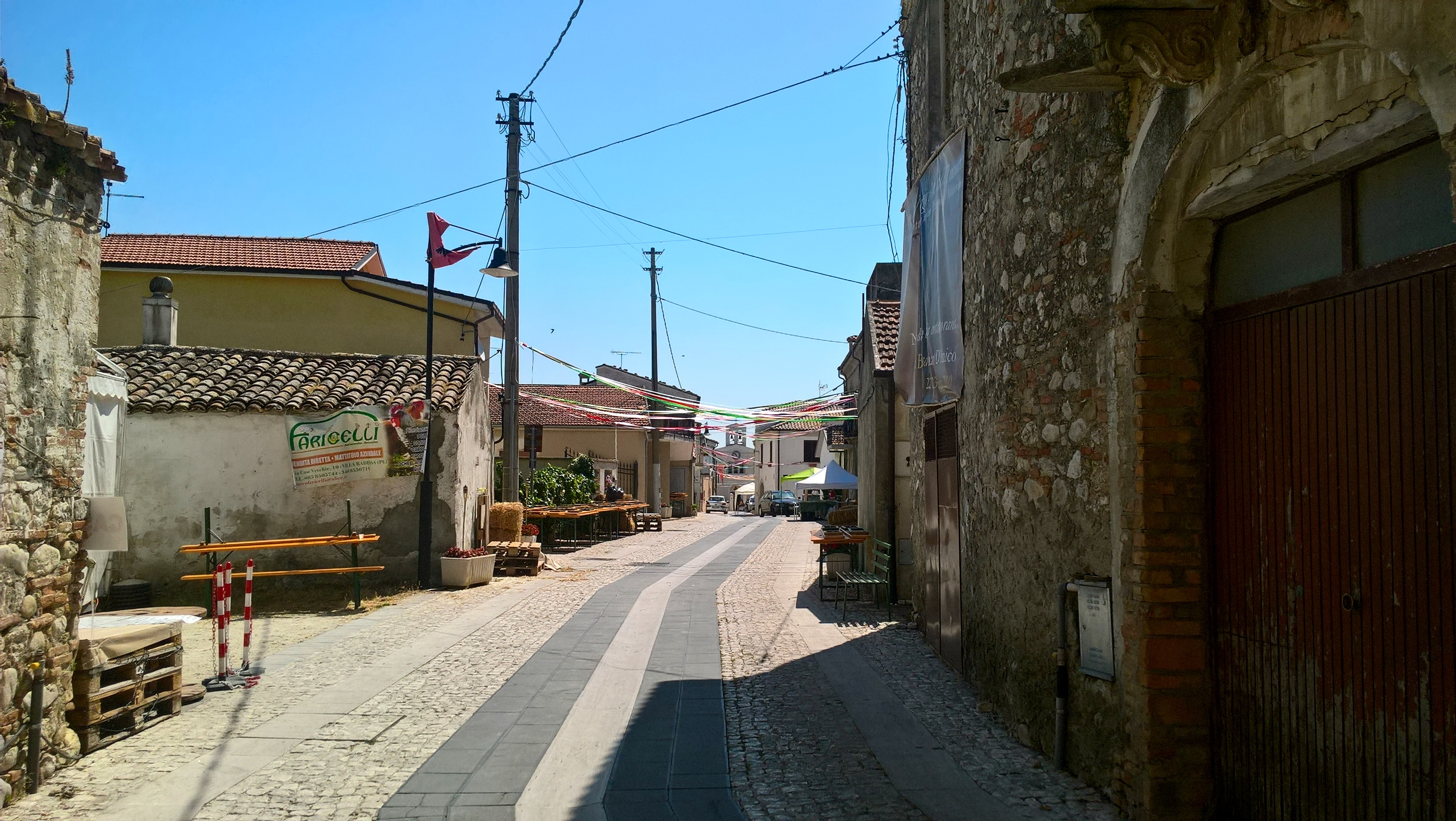
Teilansicht von Villa Badessa

Villa Badessa (in Arbëresh, IPA: [ar'bəreʃ]: Badhesa) ist eine Fraktion der italienischen Gemeinde Rosciano in der Provinz Pescara, Region Abruzzen, mit 208 Einwohnern (Stand 2016) und eine der vielen historischen albanischen Siedlungen der Arbëresh in Süditalien. Die 1743 gegründete Fraktion ist die nördlichste und die einzige von griechisch-albanischen Familien gegründete Siedlung in den Abruzzen und gilt als die „östliche Oase“ im Herzen der Abruzzen.
Durch das Gesetz Nr. 482 Zum Schutz der historischen Sprachminderheiten vom 15. Dezember 1999 gehören auch die Badessani zu den geschützten ethnischen Minderheiten in Italien. Während die albanische Sprache, ein Unterdialekt des Toskischen, heute kurz vor dem Aussterben steht, hat sich in der religiösen und kulturellen Tradition das östliche Erbe einschließlich des byzantinischen Ritus' gut erhalten.

## Lage und Daten
Villa Badessa liegt 3,24 Kilometer nördlich von Rosciano und etwa 23 Kilometer südwestlich von Pescara. Das Straßendorf mit 86 Häusern (Stand 2016) wurde in geschützter Lage auf einem niederen Bergrücken (161 m ü. M.) zwischen der Adriaküste im Osten, dem Gran Sasso (2914 m) im Westen und der Majella (2793 m) im Süden angelegt. Das Gelände besteht aus sandigem und lehmigen Boden beziehungsweise dem Erosionsprodukt von Tuffstein.
Der nächste Bahnhof befindet sich in Rosciano. Allerdings bevorzugen die Badessani die Bahnhöfe von Chieti Scalo (12 Kilometer) und Pescara, weil sie einfacher zu erreichen sind.
Nach der italienischen Klassifizierung der seismischen Aktivität wurde die Provinz Rosciano der Zone 2 (in einer Skala von 1 bis 4) der Zone D zugeordnet.

## Geschichte
Villa Badessa, einst ein Grundstück mit einem Haus, gehörte zu hoch verschuldeten Università (lateinisch Universitas) Planella [Pianella] und wurde 1641 für 2500 Dukaten an den Abt G. Domenico Orsi verkauft. Dessen Neffe verkaufte das Grundstück an G. Tedesco, der es an das Haus Farnese weiterverkaufte. Durch die Heirat der letzten Erbin Elisabetta Farnese, Mutter von Karl VII. (als Karl III. König von Spanien), mit dem spanischen König Philipp V. am 16. September 1714 ging das Grundstück an die Bourbonen.

### Vorgeschichte

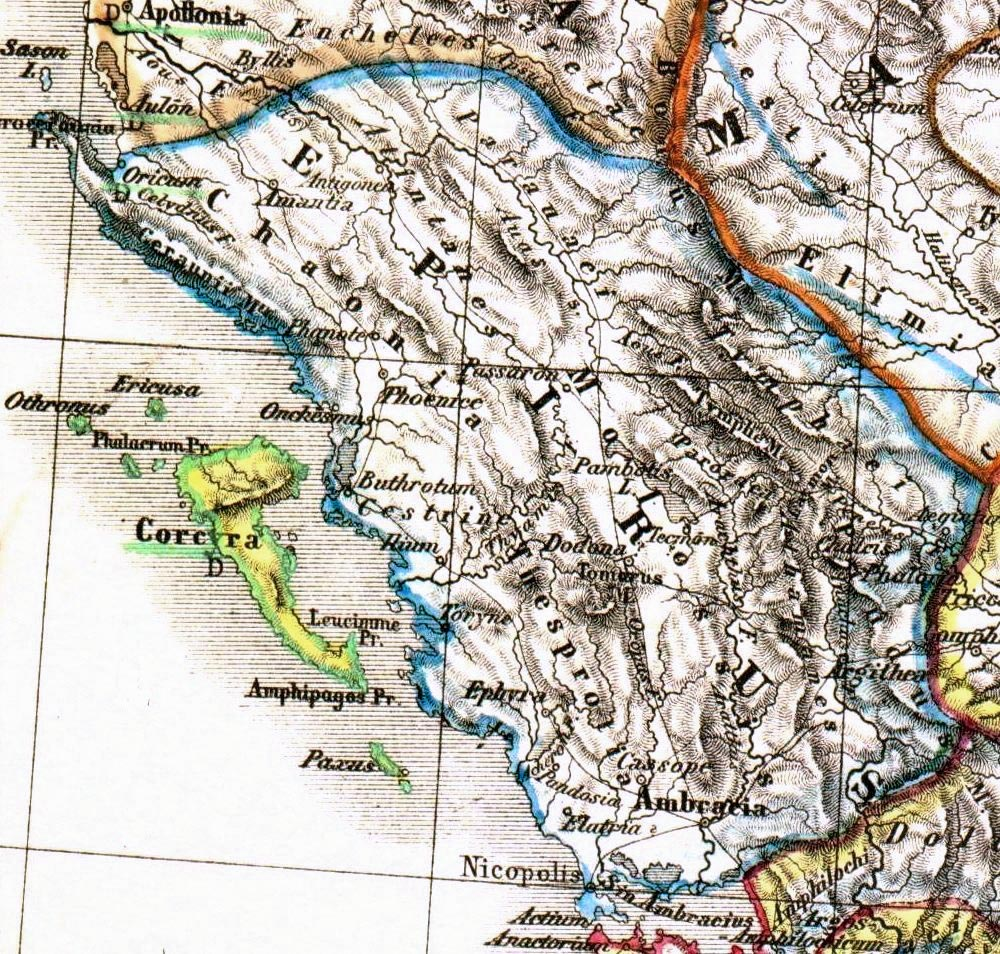
Epirus in der Antike

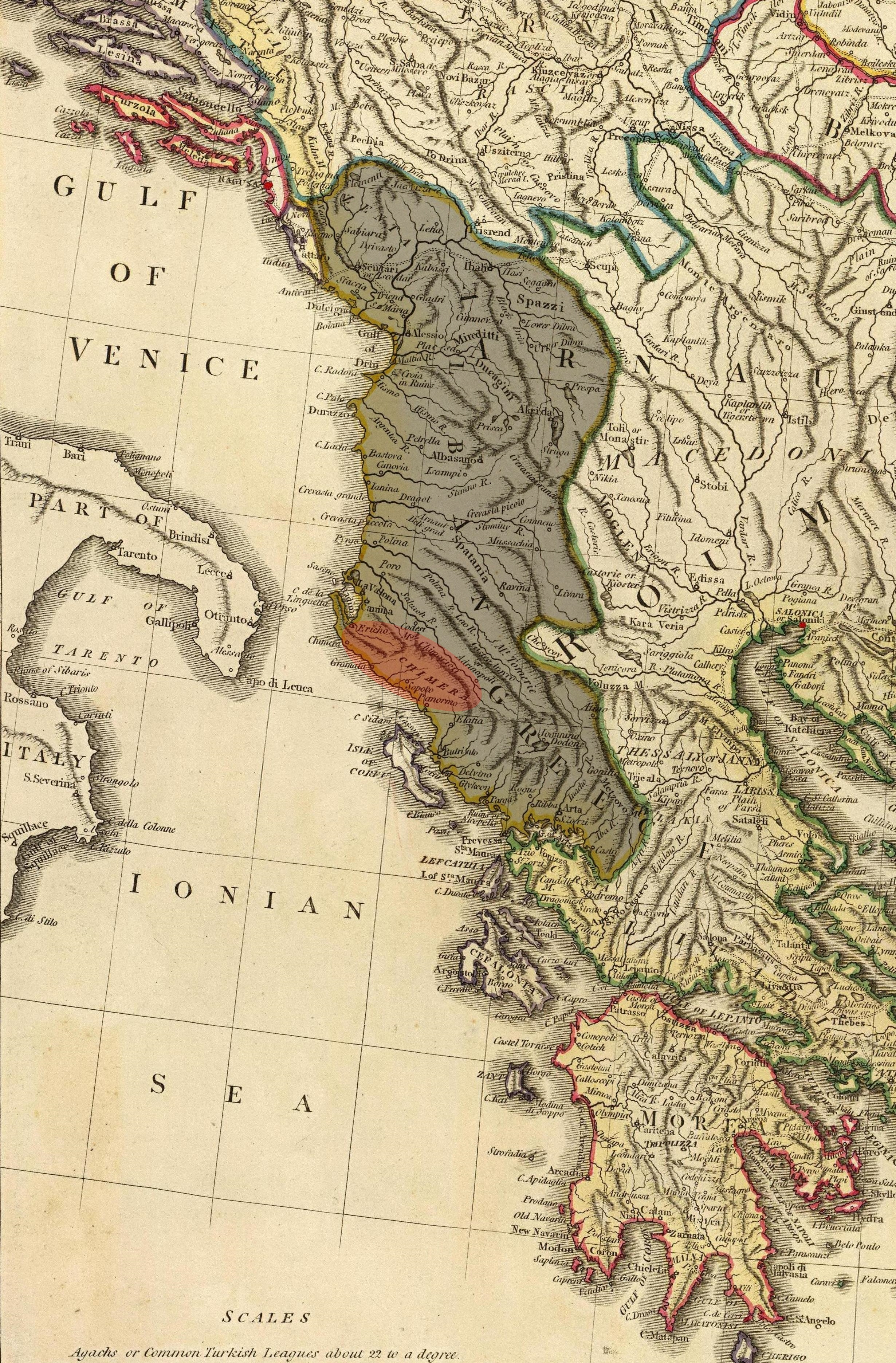
Die Region Çamëria innerhalb Albaniens und Griechenlands

Villa Badessa, eine kleine albanische Gemeinde in den Abruzzen, die im 18. Jahrhundert gegründet wurde, ist in Anbetracht des damaligen Gebietes viel enger mit den Offizieren und Rekruten des Fremdenregimentes Real Macedone verbunden als mit einer Auswanderung aufgrund der osmanischen Unterdrückung. Das Gebiet um Saranda (Ursprung der Badessani) war schon lange von den Osmanen unterworfen worden, und die Intoleranz gegenüber ihrer Herrschaft entstand sicherlich nicht erst im 18. Jahrhundert.
Nach dem Literat Pasquale Castagna haben die 25 Rekruten des Kapitäns des Fremdenregimentes Real Macedone, Costantino Blasi (auch Vlasi oder Wlasj), auf ihre Prämie (Gehalt) verzichtet und König Karl VII. darum gebeten, ihre albanischen Verwandten vorübergehend im Königreich Neapel aufzunehmen, solange die muslimische Herrschaft wütete. Der König akzeptierte und stellte 3.000 Golddukaten zur Deckung der Reisekosten von Albanien nach Neapel zur Verfügung.
Nach Lino Bellizzi stammten die Angehörigen der Soldaten aus Piqeras, Lukova, Klikursi, Shën Vasil und Nivica-Bubar. Aber diese Menschen waren sehr unentschlossen, ob sie ihr Haus und Hof verlassen sollten oder nicht. Der bloße Gedanke einer Auswanderung konnte zu einem Todesurteil werden.
Am 6. Dezember 1742 überfiel die zum Islam bekehrte albanische Bevölkerung von Borsh und Golëm im Kurvelesh die christliche Nachbargemeinde Piqeras (einem zwischen Borsh und Lukova in der Çamëria gelegenen Ort) und verprügelte deren Einwohner. Als Nachfahren und Imitatoren ihrer [christlichen griechisch-orthodoxen und mutigen] Väter und, obwohl sie nur 47 waren, widersetzten sie sich für sechs Tage im Ceraunischen Gebirge. 27 Muslime aus Borsh wurden getötet, während kein Christ sein Leben verlor. An diesem Punkt fiel die Entscheidung auszuwandern leichter, denn für einen Christen war es verboten, Waffen zu tragen, und da sie in den sechs Tagen blutiger Kämpfe 27 Menschen getötet hatten, war es offensichtlich, dass sie bewaffnet waren.
Am 12. oder 13. Dezember 1742 verließ die Bevölkerung von Piqeras (Piqerasiotët genannt), ihren Heimatort. Während sich eine kleine Gruppe in den angrenzenden Ort Lukova und Umgebung begab, zogen die anderen unter der Obhut ihres albanischen Papas Macario Nikàs (Nica) und des Diakons Demetrio Atanasio über Lukova, Klikursi, Shën Vasil und Nivica-Bubar. Als sie sich in der Nähe des Meeres (wahrscheinlich in der Nähe von Saranda) versammelt hatten, um auf die venezianische Insel Korfu zu gelangen, wurden sie von einem Muslim entdeckt, der drohte, sie anzuzeigen. Einer der Christen erschoss den „Barbar“. Angeführt von Spiro Idrio [Andrea?] und Demetrio d’Attanasio schifften sie sich schnell nach Korfu ein, wo sie sich vom Heiligen Spyridon, dem Beschützer Korfus, beschützt fühlten. Nach dem griechischen Schriftsteller K.Ch. Vamvas begaben sich die Familien auf die Insel Othoni, die damals zur Republik Venedig gehörte, wo sie auf die königlichen Schiffe warteten, die sie nach Brindisi bringen sollten. Während die Piqerasiotët warteten, begaben sich die Brüder De Martino heimlich nachts nach Piqeras, um aus der Marienkirche des Klosters Kremesove die Ikone der Heiligen Maria Hodegetria (von altgriechisch: die Richtung Weisende) zu holen. Sie sollte den Flüchtlingen den richtigen Weg weisen. Die Ikone befindet sich noch heute in der Santa-Maria-Assunta-Kirche in Villa Badessa.

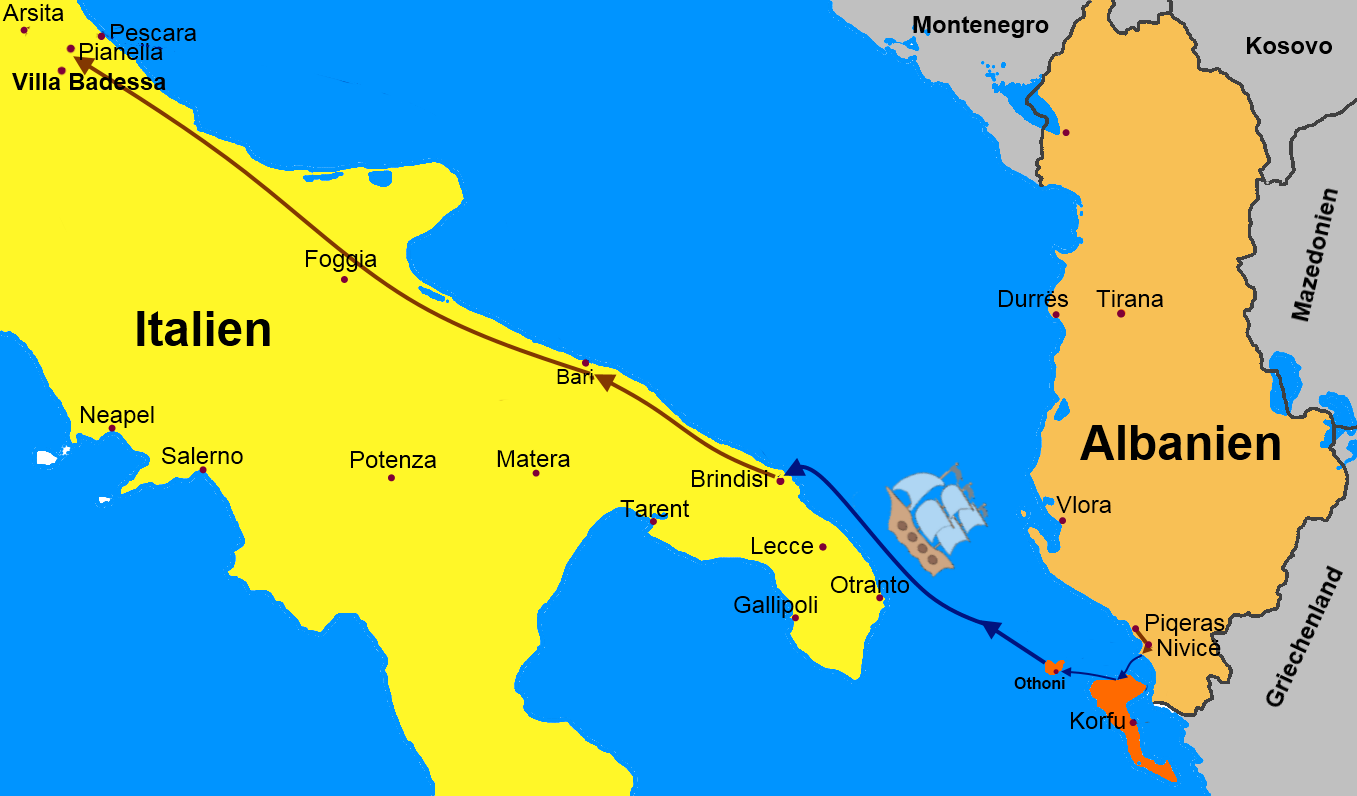
Die wahrscheinliche Auswanderungsroute der Bevölkerung von Piqeras nach Villa Badessa in den Abruzzen

Nach offiziellen Dokumenten kamen die griechisch-albanischen Familien am 4. März 1743 per Schiff in Brindisi im Königreich Neapel an. In der adriatischen Stadt wurden sie registriert, wurden Bürger des Königreichs Neapel und machten die notwendige Quarantäne für den Verdacht, dass die Herkunftsorte von der Pest befallen waren. In den folgenden Monaten des Aufenthalts in Brindisi sorgte Don Giulio Cayafa, „Kastellan der königlichen Schlösser zu Meer und zu Land von Brindisi“ für ihre Bedürfnisse. Er schoss Geld für die Erhaltung der Familien vor, indem er Brot, Wein und alles andere kaufte, was für ihr Überleben notwendig war. Zu den vom Kastellan vorgeschossenen Beträgen kam noch die finanzielle Hilfe von Giovanni Garofano Buonocore, königlicher Steuereinzieher der Provinz Lecce, dem der königliche Hof einen Teil des Geldes zwischen November 1743 und dem folgenden April zurückbezahlte.
Don Giulio Cayafa setzte sich kurz nach der Ankunft der Familien mit Josè Joaquìn de Montealegre, Herzog von Salas und 2. Staatssekretär von König Karl VII., in Neapel in Verbindung, um ihn über die Situation in Brindisi zu unterrichten, und drängte, die Familien irgendwo so schnell wie möglich unterzubringen.
Am 12. Oktober 1743  teilte Montealegre dem Tutor der alloidalen Güter der  Familie Farnese von Penne, Marquis Don Antonio Castiglione mit, dass der König beschlossen hatte, die 17 Familien auf dem vom Lehen Penne abhängigen Anwesen Bacucco, dem heutigen Arsita, in den Abruzzen unterzubringen, und beauftragte ihn, den Familien, die sich bereits in Brindisi befanden, die notwendige Unterstützung für ihre Unterkunft zu geben, bis die „Baracken gebaut worden sind, wo sie zu leben hatten.“
Die Familien suchten in der Zwischenzeit nach einer Bleibe in Apulien, aber nach einem Sommer mit großer Hitze und wenig Wasser gefiel ihnen dieses Gebiet nicht. Aus einem Dokument vom 15. November 1743 geht hervor, dass die Familien begleitet vom Hilfsmajor Don Demetrio Gicca Micheli und den Hauptmännern Blasi und Pali des Fremdenregimentes Real Macedone nach 16 Reisetagen Pianella in den Abruzzen erreichten. Die Familien wurden in zwei Häusern der Familie Farnese in der Straße neben der Mutterkirche Sant'Antonio Abate untergebracht.
Marquis Castiglione gab die entsprechenden Befehle aus und schrieb auch ein Buch, in dem die Ausgaben für die albanische Kolonie aufgezeichnet wurden. Dabei fehlte auch der Unterhalt nicht: bis zum Oktober 1744 wurde den 18 Familienoberhäuptern für den täglichen Unterhalt und für notwendige Werkzeuge die Summe von 41 Grana (Plural von Grano; hier: Münze im Königreich Neapel und Sizilien, Malta und Spanien) und 2/3 regelmäßig ausbezahlt.

### Die Gründung von Villa Badessa

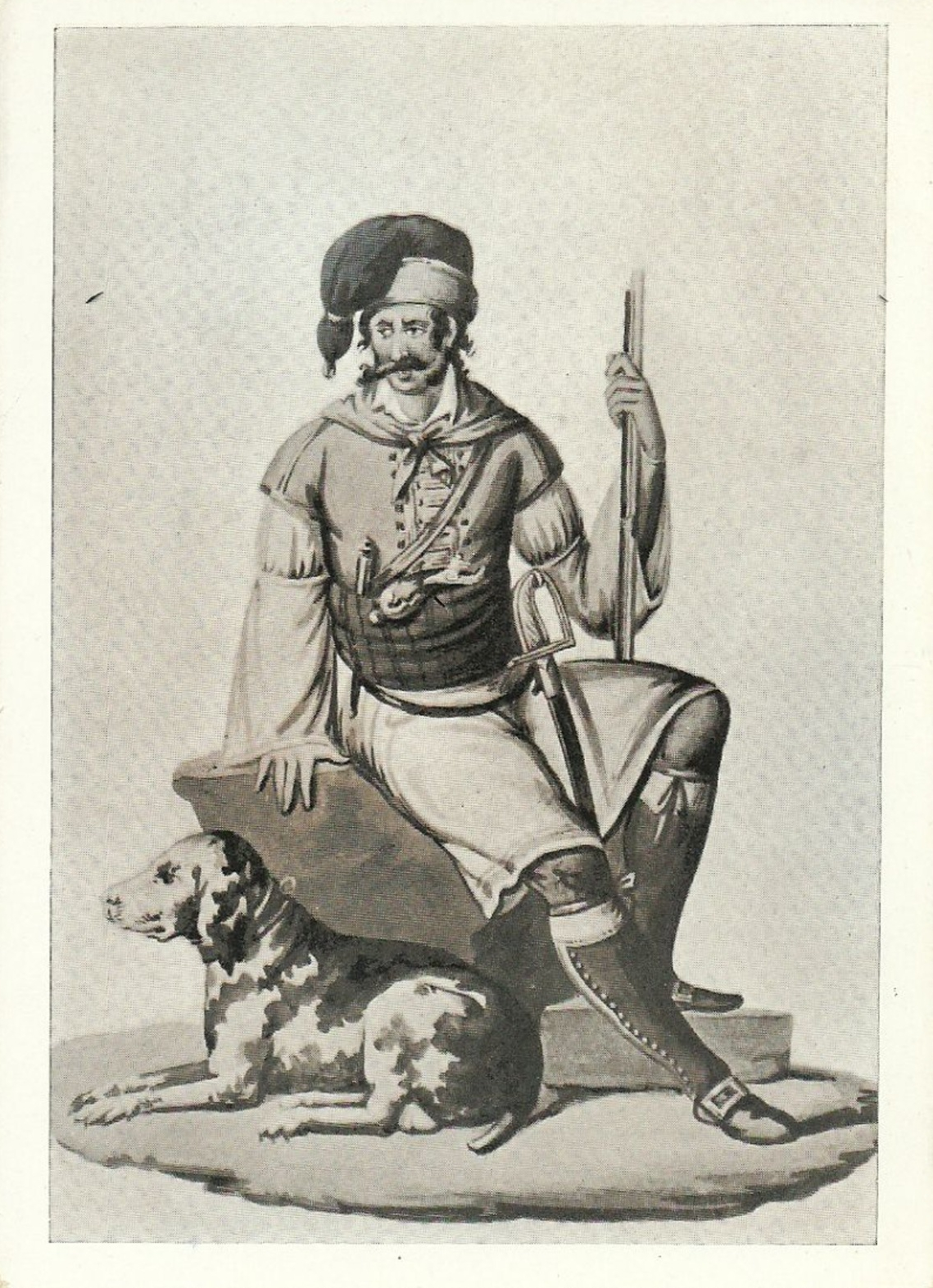
Mann von Villa Badessa in Uniform, Aquarell von Michela de Vito, 1820

Die Einwohner von Pianella, Pianellesi genannt, waren erstaunt über das Aussehen der griechisch-albanischen Zuzügler und bezeichneten sie als „monströs“. Sie waren sehr groß mit robustem Körperbau und bärtig. Die Pianellesi versuchten die Neuankömmlinge so schnell wie möglich loszuwerden und nach schriftlichen Kommunikationen zwischen dem Staatssekretariat und den lokalen Vertretern soll den griechisch-albanischen Familien das Gebiet von Bacucco nicht gefallen haben. Anscheinend soll aber die Bevölkerung des königlichen Lehens Bacucco nicht damit einverstanden gewesen sein, sich das wenige Ackerland entreißen zu lassen und es mit den griechisch-albanischen Familien zu teilen. An dieser Stelle besichtigten Castiglione, die Familienoberhäupter und die Offiziere des Fremdenregimentes Real Macedone, die die Gruppe in die Abruzzen begleitet hatten, auch Acquadosso, Santa Maria del Poggio und Rocca. Auch diese Lehen wurden als nicht fruchtbar genug abgelehnt. Es schien also ob es kein Land gab, das den griechisch-albanischen Familien angenehm war.
Die Pianellesi, kompromisslos gegen die Aufnahme der Albaner auf dem angrenzenden ländlichen Lehen ihrer Università, Grundbesitz der Familie Farnese, wandten sich an den König, der sich weigerte, die Einwohner anzuhören. In seiner Antwort an die Bürger von Pianella entschied er kurzerhand, dass, wenn der vorherige Erbpächter [Domenico Sabucchi] und der Pächter [Blasio Taddei] das Land an Siedler geben konnten, könnte es der König als Eigentümer dieser Gebiete mit umso mehr Recht unter den griechisch-albanischen Familien aufteilen, die er ohne Unterschied als seine Untertanen betrachtete. Mit diesen Worten enteignete König Karl VII. das Land für die griechisch-albanischen Familien. Auf der anderen Seite beruhigte der König, Inhaber des Bodens, indem er ihnen das Weide- und Wasserrecht auf den unbebauten Parzellen von Piano di Coccia und Badessa gewährte, ein Recht, das sie bis dahin nicht genossen hatten.
Aus einer Dokumentation ergibt sich, dass die Länder von Badessa seit dem 24. April 1703 an Blasio Taddei aus Pianella, bekannt unter dem Spitznamen „Abbadessa“, verpachtet waren und die von Piano di Coccia seit 1740 in Erbpacht von Domenico Sabucchi standen. Beide hatten das Territorium unter mehreren Siedlern aus Pianella aufgeteilt, von denen sie Abgaben erhielten.
Auf der anderen Seite forderte Montealegre den Marchese Castiglione auf, die griechisch-albanischen Familien zu überreden, dem letzten Vorschlag nachzugeben, auch weil es „unangemessen schien, sich an Gerede und Andeutungen von Menschen zu halten, die daran interessiert sind, dass sie [die griechisch-albanischen Familien] sich nicht an diesen Orten niederlassen[…]“ Selbst die königliche Geduld hatte seine Grenzen, so dass es angebracht war, die griechisch-albanischen Familienoberhäupter zu informieren, „welches große Leid ihr Vorgehen seiner Majestät tut, die dann die vielen Gnaden, die sie geruht ihnen zu gewähren, zurückziehen könnte[…]“
Im Wesentlichen setzte Karl VII. seinen Willen durch und verordnete die intensive Besiedlung von Piano di Coccia und Badessa mit den griechisch-albanischen Familien. Nach den Worten des Herrschers sollte ein größeres Projekt entstehen, das alle zufrieden stellen sollte: die griechisch-albanischen Familien sollten eine neue Università gründen. Aus der am 13. November 1743 durchgeführten Volkszählung der griechisch-albanischen Familien geht hervor, dass die Wahl des Landes, das der Kolonie zugeteilt werden sollte, auf den Landbesitz von Pianella, genauer gesagt auf die vom Torrente Nora getrennten Ländereien Abbadessa (Badessa, oder Badesha in Arbëresh) und Piano di Coccia gefallen ist. Piano di Coccia und Abbadessa, die an die Università Pianella grenzten, bildeten zusammen ein allodiales Eigentum des Hauses Farnese, „[…] eine Ausdehnung eines Gebietes in Abruzzo Ulteriore, das sich Abbadessa nennt und, das von Giovanni Tedesco an das Haus Farnese verkauft worden war. Dieses Gebiet kam in den Besitz von Karl [VII.] nach dem Tod seiner Mutter Elisabetta, was aus dem allodialen Archiv des Königs hervorgeht.“
Einen Tag nach ihrer Ankunft am 13. November 1743 wurde die schon oben genannte Revisionsliste erstellt. Daraus ergibt sich eine Zahl von 18 Familien mit insgesamt 73 Personen (27 Männer, 28 Frauen, 18 Kinder) und nicht 17 Familien wie es im Brief des Montealegre an Castiglione vom 15. Oktober 1743 angegeben wurde. Die Familienoberhäupter waren: Giovanni Duca (23 Jahre), Demetrio Atanasio (diacono) (30), Giovanni Spiro (18), Dimo Lessi (40), Dimo Andrea (60), Spiro Andrea (45), Ghi Vranà (60), Dimo Giocca (28), Gini Vrana (35), Giocca Gicca Zupa (25), Martin Lessi (35), Michel Spiro (18), Dimo Varfi (50), Giocca Gicca Guma (35), Atanasio Dima (38), Michel Gini Atanasio (30), Michel Gini Gicca (30) e papas Macario Nica (26). (Es fehlen die Brüder De Martino, die die Ikone der Hodegetria aus der Kirche des Klosters Kremesove geholt hatten.)

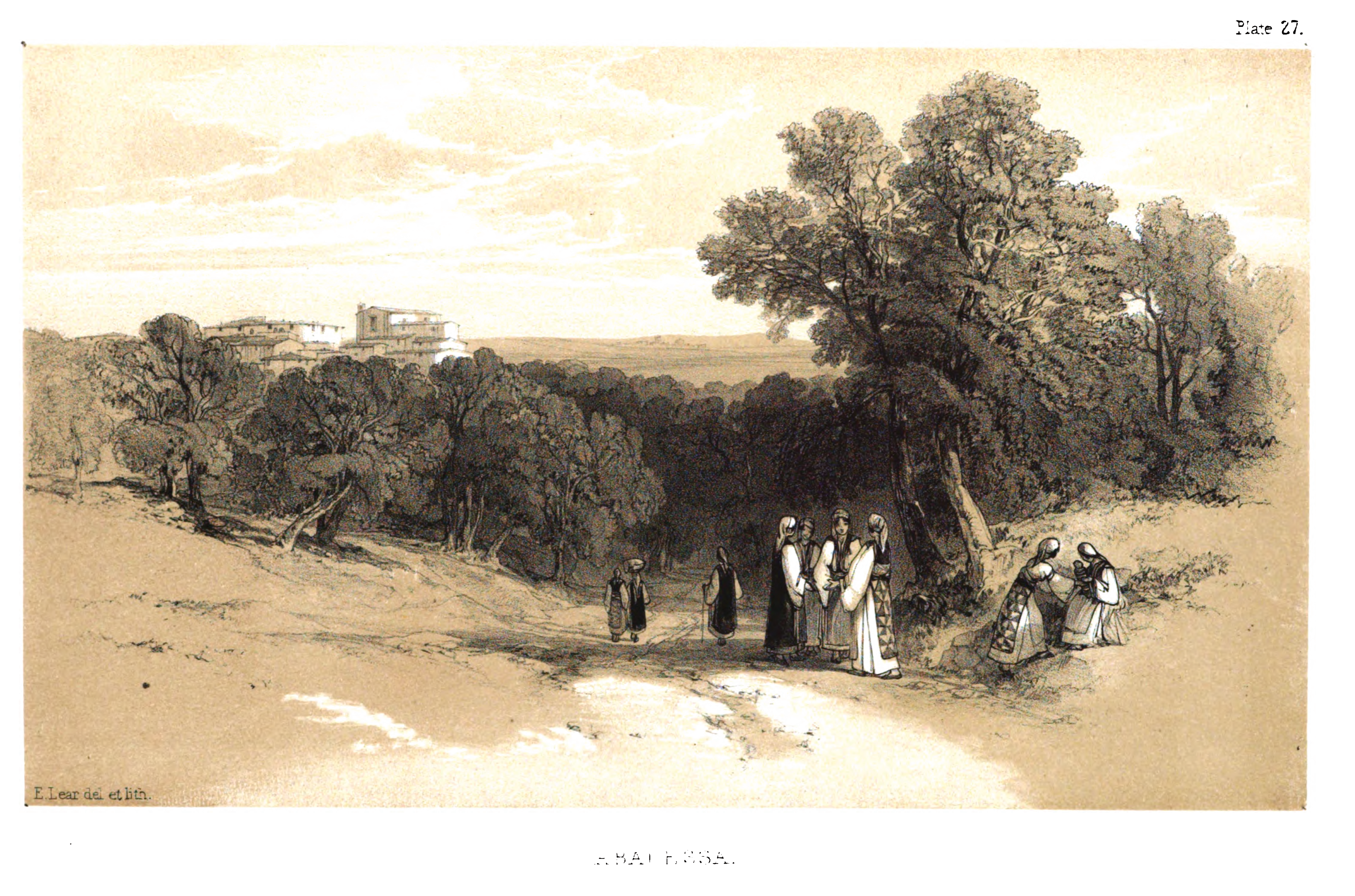
Villa Badessa, Lithografie von Edward Lear, 1846

Am 4. März 1744 unterzeichnete König Karl VII. die Urkunde des Landeszugeständnisses an die griechisch-albanischen Familien. Aus dieser Urkunde geht hervor, dass König Karl VII. sich bereit fand, die angegebenen griechisch-albanischen Familien wohlwollend auf seiner königlichen Domäne aufzunehmen, indem er ihnen die notwendige Unterstützung in Badessa und Piano di Coccia gewährte, die sich im selben Bezirk von Pianella befanden und seiner Majestät als Vermögen des Hauses Farnese zustanden: Badessa mit Weinberg, Eichen- und Olivenhain und mit einem Landhaus und Piano di Coccia mit Eichenbaumbestand und einem Landhaus.
Neben der Zuweisung (Schenkung) von insgesamt 793 Tomoli (ca. 320 ha) verpflichtete sich der Herrscher dazu, den Familien alles Notwendige für den Landbau zur Verfügung zu stellen, womit auch Tiere und landwirtschaftliche Geräte inbegriffen waren. Außerdem erhielten die griechisch-albanischen Familien eine 20-jährige Steuerbefreiung von jedem Peso und Censo, die in der Regel von jedem Untertan an das königliche Haus zu zahlen waren. Ab diesem Zeitpunkt sollten sich die Familien dem Anbau dieser Gebiete widmen, die brach und ohne Aussaat da lagen, um nach der Ernte des genannten Jahres damit fortzusetzen. Außerdem gewährte der König ihnen eine Steuerbefreiung von 20 Jahren.
Aus einem alten in Griechisch geschriebenem Taufregister geht hervor, dass das erste Kind Alessio Ngjka (Gica), Sohn von Gica (=Giovanni) Spiro und Contessa Nicolarias (Tochter von Nicola) am 18. November 1743 vom Priestermönch Macario Nikàs in Villa Badessa getauft wurde.

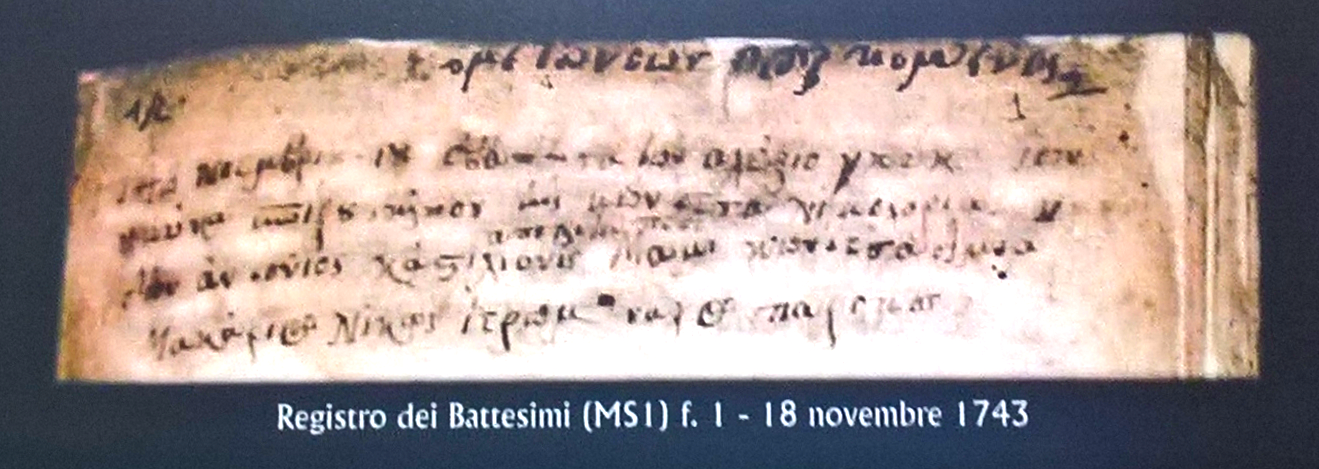
Kirchenbuchauszug in Griechisch vom 18. November 1743

1748 kamen fünf Familien mit insgesamt 23 Personen hinzu. Die Familienoberhäupter waren: Dimo Pali (auch: Palli), Gicca Pali, Giocca Pali, Gicca Pali Micheli und Gicca Atanasio Nun lebten in Badessa 23 Familien. Aus formellen Urkunden der Zeit gehen weitere Nachnamen der Familienoberhäupter hervor: Costantini, Lazari, Mili, Nicolarias (Nicola) und Wlasj (Vlasi oder Blasi), die es zum Teil heute noch Piqeras gibt. Am 24. Oktober 1753 wurden die Gebiete unter den einzelnen Familien neu aufgeteilt.

### Überlieferungen

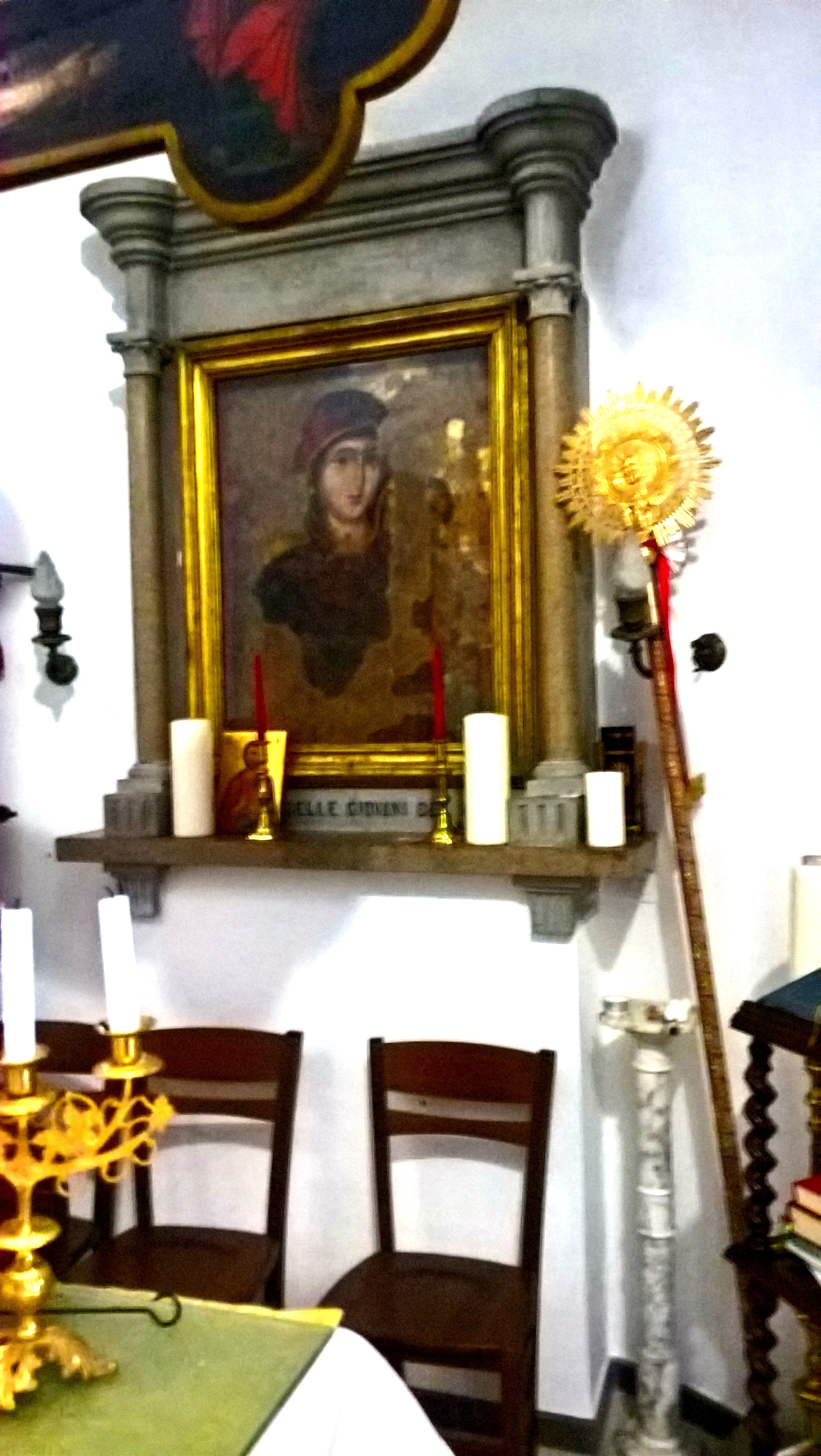
Ikone der Hodegetria (15. Jahrhundert) im Altarraum (Bema) in der Chiesa Santa Maria Assunta in Villa Badessa

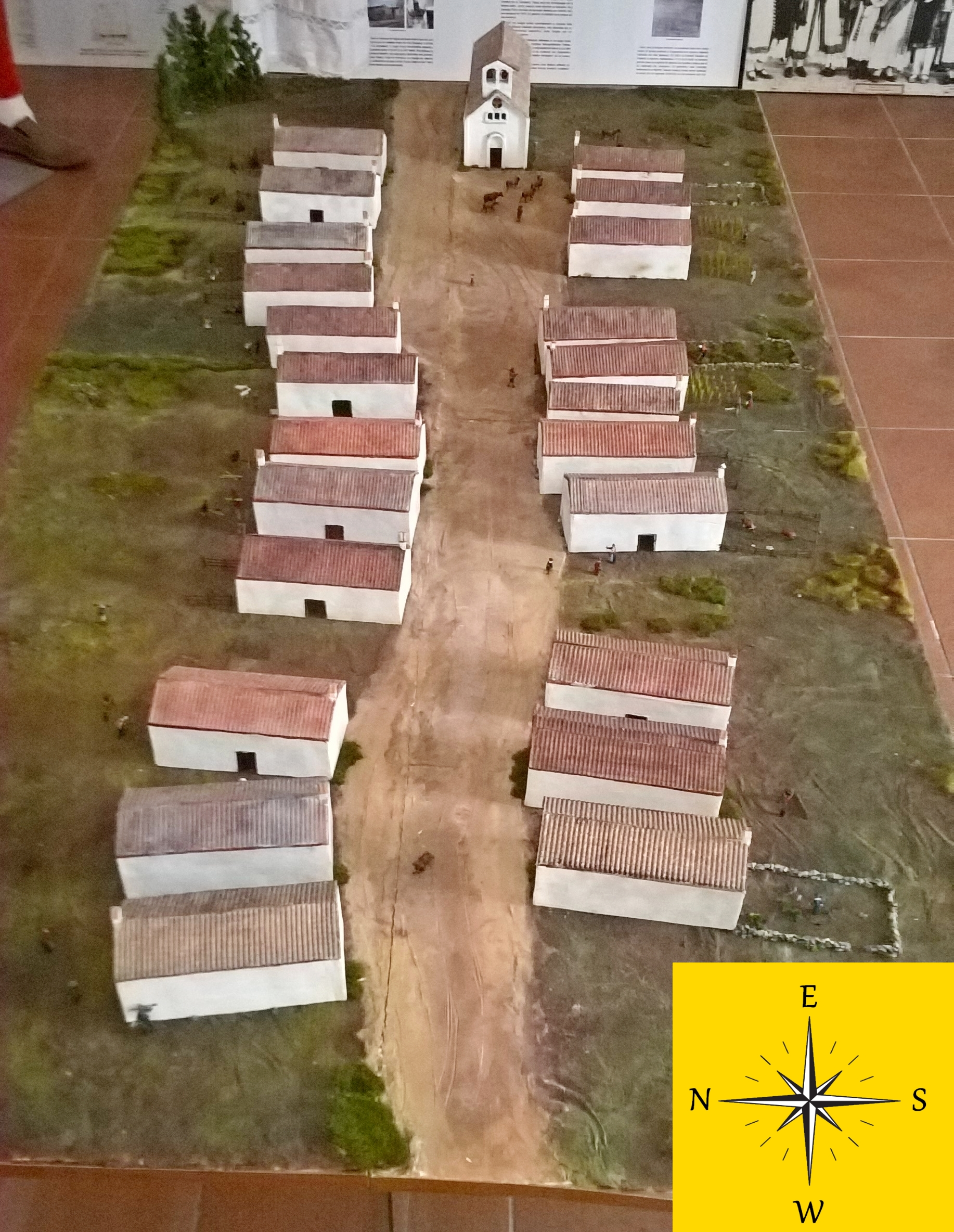
Modell von Villa Badessa um 1759

Über die erste Ansiedlung gibt es verschiedene, teilweise phantasievolle Versionen. In der glaubwürdigsten Fassung zogen einige der griechisch-albanischen Familien aus der Contrada (italienisch für Ortsteil) „Abadessa“ an den nahe gelegenen Torrente Nora in Contrada Bosco, um die Viehherden besser weiden lassen zu können. Mit sich führten sie die Ikone der Heiligen Maria Hodegetria. Als sie aber feststellten, dass die Contrada „Bosco“ ein ungesundes Malariagebiet mit hoher Luftfeuchtigkeit war, erforschte einer der Älteren eine neue gesündere, luftigere, sonnigere und komfortablere Lokalität [der aktuelle Hügel von Villa Badessa], nahm nachts die Ikone der Heiligen Maria Hodegetria und legte sie auf den neu erwählten Boden. Am nächsten Tag wurde die Heilige Ikone wieder in die Contrada Bosco zurückgebracht. Das geschah mehrere Male, bis unter den Älteren entschieden wurde, den kleinen Hügel zu bevorzugen, wo sich heute Villa Badessa befindet. Die griechisch-albanische Bevölkerung errichtete die heutige Pfarrkirche nach der byzantinischen Architektur nach der Haupthimmelsrichtung Osten-Westen mit dem Altar im Osten und dem Eingang im Westen und widmete sie der Allerheiligsten Mariä Aufnahme in den Himmel (Maria Assunta).
In Andenken an das Mutterland ließen die Bewohner von Villa Badessa Ende des 19. Jahrhunderts (wahrscheinlich in Agnone) eine Kirchenglocke für die Marienkirche des Klosters Krimarova über Piqeras herstellen. Diese Glocke soll 1967 unter dem kommunistischen Regime von Enver Hoxha zerstört worden sein.

### Villa Badessa in den Domäneakten von Rosciano
Zu Beginn der napoleonischen Herrschaft im Königreich Neapel 1806 galt Badessa als „Università“ und sollte Pianella einverleibt werden. Die Pläne wurden später geändert, und Badessa kam mit den Fraktionen Villa San Giovanni und Villa Oliveti zu Rosciano. Die Gesetzgebung über den Übergang von der „Università“ zur Gemeinde bestätigt, dass die albanische Gemeinde Badessa den Charakter einer Verwaltungseinheit hatte und nicht nur die einer Gruppe von Siedlern, die vom Landeigentümer Grundstücke in Konzession erhalten hatten.
In einem Bericht des Direktors der Domänenverwaltung Pietro Tedesco von Rosciano über Villa Badessa vom 21. Juli 1810 liest man, dass zu den Grenzgemeinden der Domäne Rosciano die Gemeinde Villa Badessa gehört und dass die „Università Badessa mehrere Gebiete von zirka 59 Tomoli [23,6 ha] besitzt.“ Diese Gebiete waren alle bestellt und an Cesidio Colucci von Rosciano verpachtet, der von den 108 Siedlerfamilien Gebühren dafür erhielt. Nach diesem Bericht wurden die Angebote für die angeordnete Teilung eingereicht, die später vom Kommissar der feudalen und staatlichen Vermögensverteilung in den Abruzzen, Giuseppe de Thomasis, mit Beschluss vom 10. April 1811 genehmigt wurde. Aus dieser Verordnung geht hervor, dass das unter den Bürgern der Gemeinde Badessa aufgeteilte Land, im Ganzen zirka 60 Tomoli, auf Dauer den dort anwesenden Teilnehmern, die unterschrieben hatten, als jährliche steuerliche Belastung, zahlbar im Monat August eines jeden Jahres, gewährt worden war. Es folgen das übliche Verbot der Veräußerung für die darauffolgenden zehn Jahre, die Deklaration der Unpfändbarkeit der Anteile und die Androhung der Übertragung bei Zahlungsverzug. Tatsächlich ging es dabei um die Anerkennung der Rechte als dauerhafte Kolonie auf allgemeiner Domäne und zum Wohl der Albaner und ihrer Nachkommen, die seit 1744 die Böden von Badessa urbar gemacht hatten. Für die Anerkennung von Badessa war offenbar weder ein Hindernis, dass der Ort im Ursprung ein verlassener Großgrundbesitz war, noch dass die Gründung der Siedlerkolonie offenbar aufgrund privater Vereinbarungen erfolgt war.
Mit Erlass von Giuseppe de Thomasis vom 31. Dezember 1811 wurden die Kolonisten, die seit langem auf der Domäne von Rosciano lebten, als „unversetzbar“ erklärt. Weitere Zuwanderungen wurden mit einem Schiedsverfahren durch den Präfekten von Teramo durch die Verordnungen vom 23. April 1866 und vom 15. Oktober 1869 nachträglich genehmigt. Mit den Beschlüssen vom 7. Juni 1833 und 18. Juni 1834 wurden die Anteile der Siedler in die Gemeinde Rosciano eingegliedert.
Aufgrund seiner geringen Größe und der nur rudimentären Existenz von Verwaltungsstrukturen wurde Badessa in „Villa“ Badessa umbenannt.

### Abwanderung nach Nea Pikerni

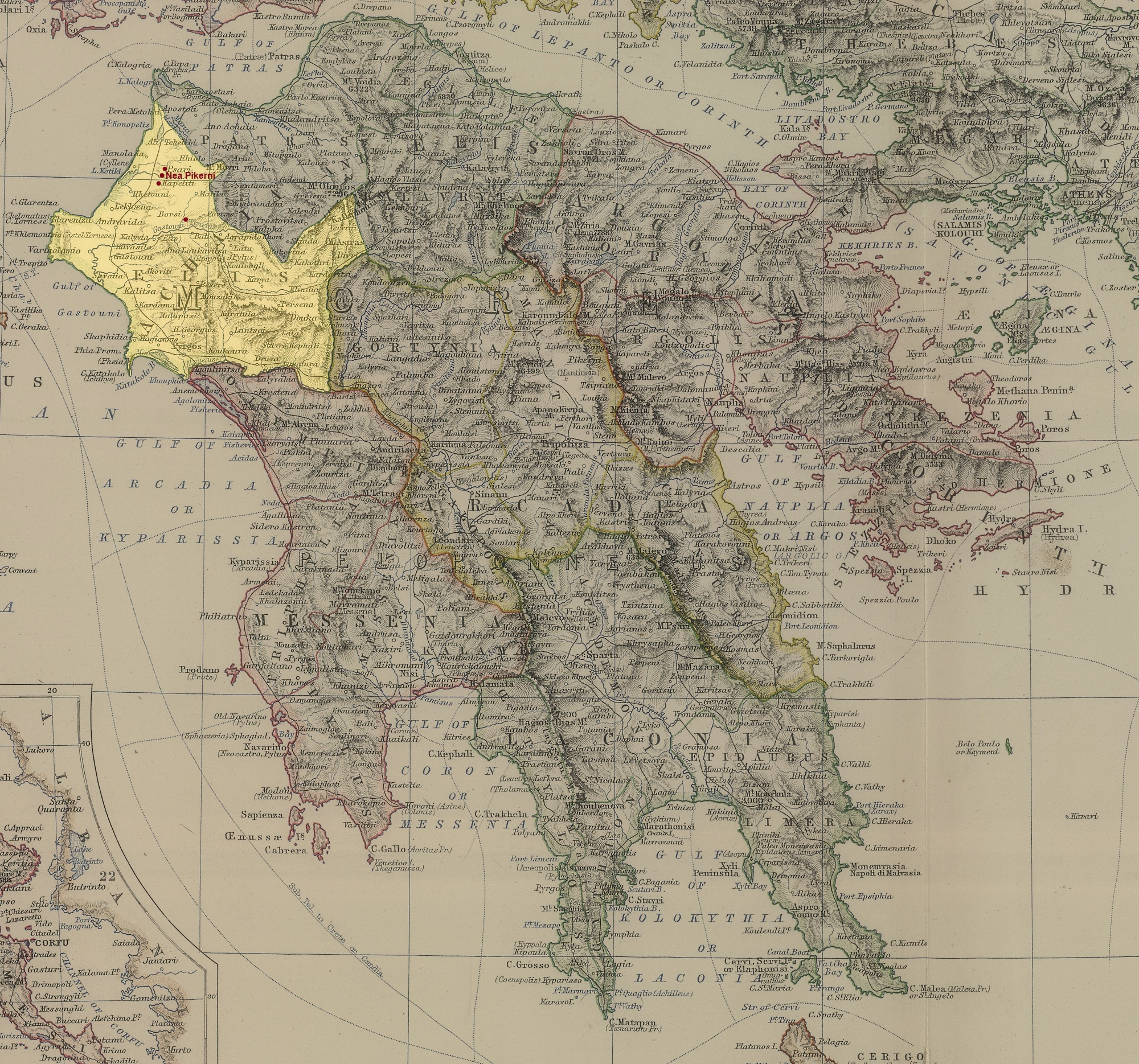
Ungefähre Position von Nea Pikerni in der ehemaligen Präfektur Elis

1876/77 wanderten wegen Bodenmangels, verursacht durch das demographische Wachstum, Steuererhöhungen im Königreich Italien und durch den Druck der römisch-katholischen Kirche auf die den griechisch-byzantinischen Ritus zelebrierenden Arbëresh 41 Familien von Badessa in den Regionalbezirk Elis auf den Peloponnes aus, wo jede Familie von der damaligen griechischen Regierung unter Alexandros Koumoundouros 20 bis 30 Hektar Land in der damaligen Gemeinde Vouprasia unter der Bedingung erhielt, dass sie mindestens fünf Jahre dort leben sollten. Zwischen Varda und Kapeleto gründeten die Neuankömmlinge in Erinnerung an ihren albanischen Heimatsort Piqeras die Siedlung Nea Pikerni (griechisch Νέα Πικέρνη Nea Pikerni, Neu Pikerni (f. sg.)). Die neu gegründete Siedlung entvölkerte sich rasch wieder und wurde 1920 formell aufgelöst.

## Bevölkerungsentwicklung
| Datum | Einwohner | Familien |
| ----- | --------- | -------- |
| 1743  | 73        | 18       |
| 1748  | 96        | 23       |
| 1810  | –         | 108      |
| 1853  | 272       | 47       |
| 1856  | –         | 60       |
| 1878  | –         | 100      |
| 1913  | 750       | -        |
| 1921  | 290       | –        |
| 1926  | 146       | –        |
| 1961  | 561       | –        |
| 1989  | 917       | –        |
| 2003  | 510       | –        |
| 2011  | 395       | 130      |
| 2012  | 270       | –        |
| 2016  | 208       | –        |

## Sprache

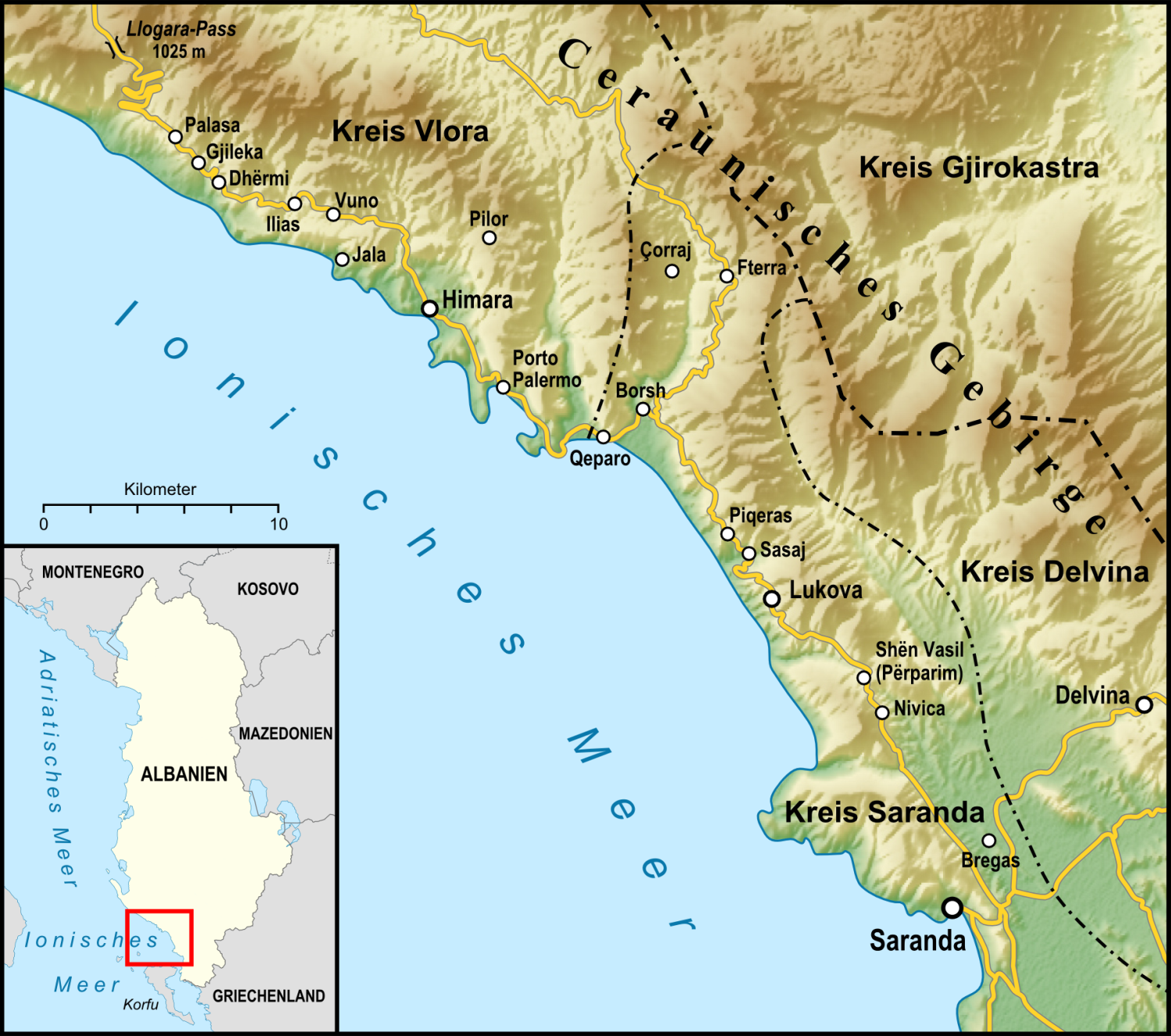
Topographische Karte der Albanischen Riviera

Das Albanisch von Villa Badessa unterscheidet sich von demjenigen anderer Arbëresh-Orte in Italien, deren Bevölkerung eine konservative vor-osmanische albanische Sprache (Gluha Arbëreshë) spricht. Während die Sprachwissenschaftler hinsichtlich der inneren Charakteristik des badessanischen Albanisch übereinstimmen, gehen die Meinungen betreffend die Zuordnung zu bestimmten toskischen Dialekten auseinander. Die Sprache von Villa Badessa enthält eine große Anzahl von Interferenzen aus der türkischen Sprache, die die anderen albanischen Sprachgemeinschaften Italiens nicht kennen. Überdies geht der Bestand an Gräzismen im Badessanischen weit über denjenigen im modernen Albanisch hinaus. Der Grund für letzteres liegt darin, dass die Badessani von der gegenüber Korfus gelegenen albanischen Küste stammen. In der Gegend von Piqeras waren die albanischen Dialekte einem starken griechischem Einfluss ausgesetzt: Die umliegenden Orte waren von einer griechischen ethnischen Minderheit bewohnt, so dass die wirtschaftlichen Beziehungen zu Griechenland eng waren. Dazu kommen die griechischen Schulen und Kirchen, die in diesen Nachbarorten keine Seltenheit waren.
Im Hinblick auf die Zuordnung zum Toskischen vermutete der österreichische Albanologe Maximilian Lambertz 1923 in seinen Studien über die albanischen Mundarten in den italienischen Provinzen Campobasso und Foggia (Molise), dass die Mundart von Villa Badessa zum Çamisch-Toskischen gehöre. Minella Totoni schrieb die Sprachvariante von Villa Badessa hingegen 1964 dem Labisch-Toskischen zu. Federica Cugno meint wiederum, dass die Mundart von Villa Badessa zum Çamisch-Toskischen gezählt werden könne, auch wenn einige Eigenschaften charakteristisch für alle Sprecharten des Toskischen sind und daher in anderen Varianten des Arbëresh in Italien ebenfalls vorkommen. Dieselbe Meinung vertritt auch Emanuele Giordano in seinem Wörterbuch der Albanesen in Italien. Andere Eigenschaften hingegen deuten auf eine direkte Fortsetzung der noch heute an der Küste Südalbaniens gesprochenen Dialekte hin.
Bis zu Anfang des 20. Jahrhunderts hatte der Ort seine Identität als ethnische Insel fast intakt erhalten. Durch Mischehen mit „Lateinern“ (Italienern), Verbreitung von Massenmedien und die zunehmende Mobilität innerhalb Italiens wurde die albanische Sprache seither kaum mehr an die nachfolgenden Generationen weitergegeben. In der Schule und von Institutionen und Behörden wurde die Sprache ausgeschlossen, weshalb sie heute kurz vor dem Aussterben steht. Dazu kommt eine massive Bevölkerungsabnahme infolge der starken Auswanderung der Badessani nach Norditalien, Deutschland, in die Schweiz und die Vereinigten Staaten sowie nach Australien.

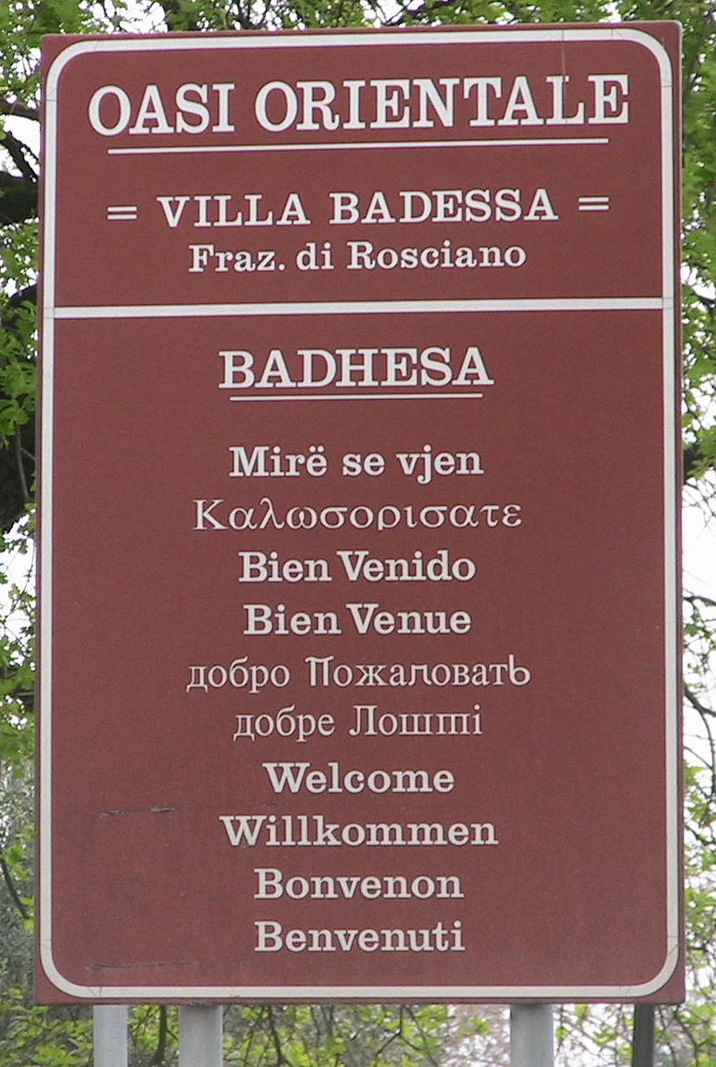
Willkommensschild am Eingang von Villa Badessa

Nach einer Studie aus dem Jahr 2005 wurde festgestellt, dass nur eine Person in Villa Badessa zwischen 50 und 100 albanische Wörter konnte. Es ist schwierig, die genaue Anzahl der Arbëreshsprecher von Villa Badessa in der Vergangenheit festzulegen. Die einzigen verfügbaren Daten beziehen sich auf die Volkszählungen aus den Jahren 1901, 1911 und 1921 nach der Vereinigung Italiens von 1861. Während 1921 von 290 Einwohnern noch 56 das Arbëresh sprachen, waren es 1966 nur noch 48 von insgesamt 146 Einwohnern.
Nach der letzten Volkszählung sowohl während des Faschismus wie auch in der seit 1946 bestehenden italienischen Republik wurde der ethnischen italo-albanischen Minderheit keinerlei Beachtung mehr geschenkt. Als einst privilegierte Kolonisten gerieten sie in Vergessenheit. Erst durch das Gesetz Nr. 482 „Zum Schutz der historischen Sprachminderheiten“ vom 15. Dezember 1999 wurden die Arbëresh ins kollektive Gedächtnis zurückgerufen. Eine der Klauseln des Gesetzes ist eine zweisprachige Ausbildung in Kindergärten und Schulen, was in Villa Badessa durch Projekte der kommunalen und religiösen Institutionen unterstützt wird, um sowohl die lexikalischen Überbleibsel als auch die kulturelle Identität wenigstens symbolhaft zu stützen.
Der italienische Sprachwissenschaftler und Dialektologe Ugo Pellis, der 1929 und 1932 für den ’Atlante Linguistico Italiano’ eine Untersuchung über Villa Badessa durchführte, berichtete über einen „miserablen kleinen Ort“ von etwa 400 Seelen, von denen die Hälfte noch Albaner mit griechisch-unierter Religion und die andere Hälfte Abruzzesi waren. Auf den Straßen hörte man fast ausschließlich Abruzzesisch und in den albanischen Familien zog es die junge Generation vor, Abruzzesisch zu sprechen.
1983 sprachen nur noch drei sehr betagte Personen Arbëresh. Der letzte Arbëreshsprecher aus Villa Badessa starb in den USA. Die Sprache ist auch in der Öffentlichkeit kaum präsent; der Ort ist nicht zweisprachig beschildert und Straßennamen in Arbëresh fehlen. Der einzige Indikator für die albanischsprachige Tradition ist ein mehrsprachiges Willkommensschild in der Nähe des Ortseingangs, auf dem außer der Version in Italienisch auch die in Arbëresh zu lesen ist: „Villa Badessa – Badhesa“ und „Benvenuti – Mirë se vjen“.
Der „Fall Villa Badessa“ unterscheidet sich damit von vielen anderen Arbëresh-Orten in Süditalien und auf Sizilien, wo die albanische Sprache bis heute zum Teil gut erhalten ist.

## Religion
Elemente der Arbëresh-Tradition, die in Villa Badessa noch lebendig sind, sind der katholische griechisch-byzantinische Ritus mit dem Typikon von Konstantinopel sowie die Bräuche, die die Albaner mit ihrer Ankunft im 18. Jahrhundert mitgebracht hatten und seither von Generation zu Generation weitergegeben wurden.
Die Pfarrkirche, die Santa Maria Assunta (griechisch Kìmisis „Entschlafung der Gottesgebärerin Maria“) gewidmet ist, gehört zur Italo-albanischen Kirche in der Eparchie Lungro und ist somit direkt dem Heiligen Stuhl unterstellt. Die Heilige Liturgie und die geistlichen Lieder sind in griechischer und in italienischer Sprache.

### Die Taufe

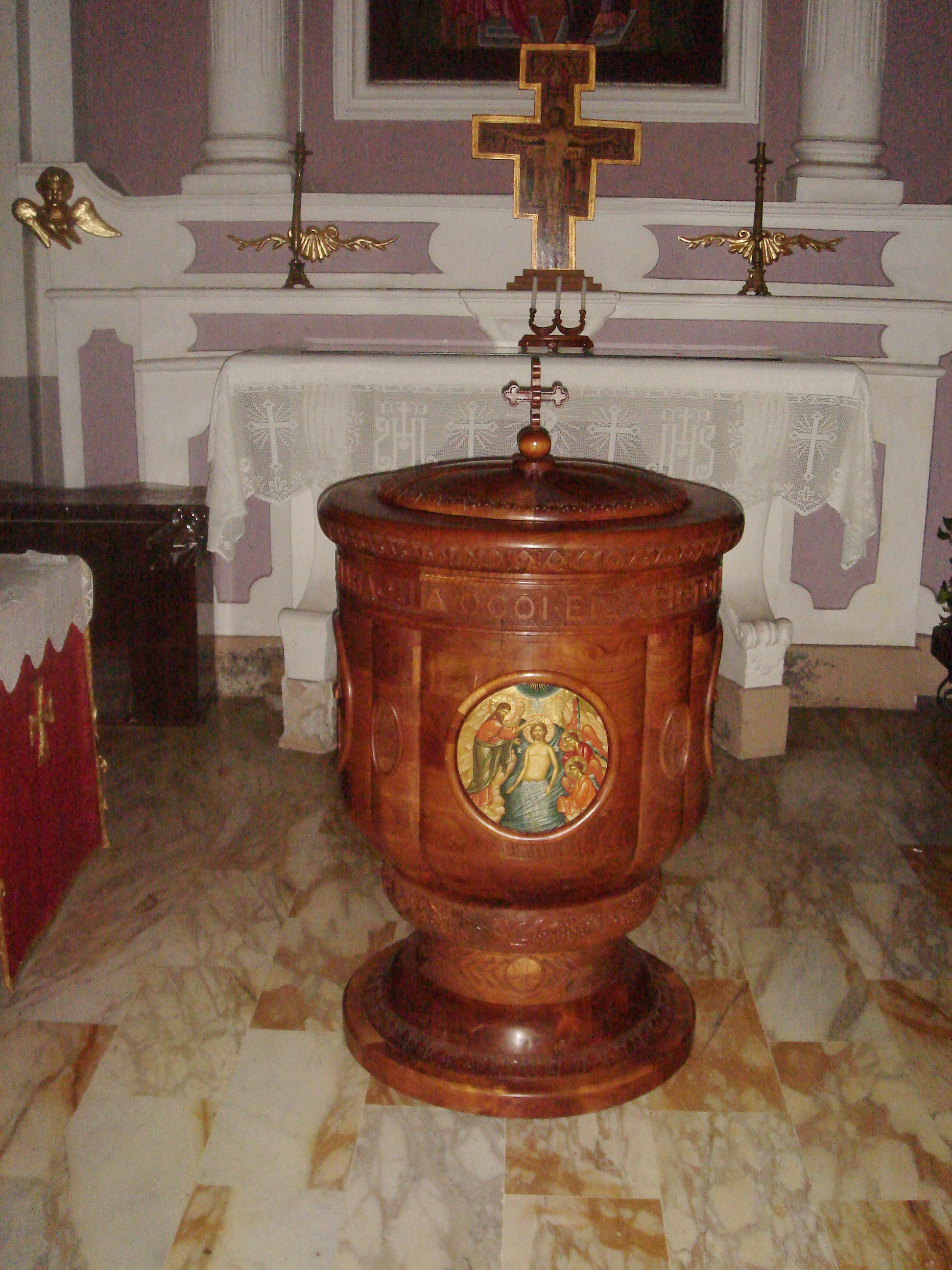
Kolymvithra in der Mutterkirche Santa Maria Assunta in Civita

In Villa Badessa ist die Taufe Anlass einer großen Feier und wird noch heute nach griechisch-byzantinischem Ritus gefeiert. Nach dem alten Brauch der Ostkirche werden die drei Sakramente Taufe, Eucharistie und Firmung dem Neugeborenen zusammen verabreicht, weil er ohne Sünden ist. Diese Sakramente werden im sogenannten Vernunftalter nach einer Zeit der Katechese wiederholt.
Der Papas begegnet dem Täufling am Eingang der Kirche und fragt ihn, ob er dem Satan widersagt. Für den Täufling antworten die Paten bejahend während diese gleichzeitig im Sinn der Verachtung und Verbannung der bösen Mächte auf die Erde spucken. Dann bläst der Papas „ánemos“ (griechisch: Wind) über das Kind, was die Einführung der Seele in den Körper bedeutet. Danach findet die Salbung statt. Stirn, Augen, Ohren, Hände und Füße des Neugeborenen werden eingeölt. Ein Gebet begleitet jeden von der Heiligen Salbung berührten Körperteil. Danach wird der nackte Täufling in das mit Weihwasser volle „Kolymvithra“ (griechisch: Taufbecken in Form einer Gebärmutter) getaucht.
Anschließend geht es zur Firmung. Der Papas salbt die Stirn des Säuglings mit dem Heiligen Chrisam und mit den Worten „Siegel der Gabe des Heiligen Geistes“ ein. Das Chrisam, ein duftendes Salböl mit Kräutern, wird am Mittwoch der Karwoche vom Bischof gesegnet.
Mit der Taufe und der Firmung wird auch die Eucharistie gespendet. Dafür taucht der Papas den Metalllöffel, der in der Liturgie im Weinkelch verwendet wird, ein und legt ihn auf die Lippen des Neugeborenen.

### Die Hochzeit

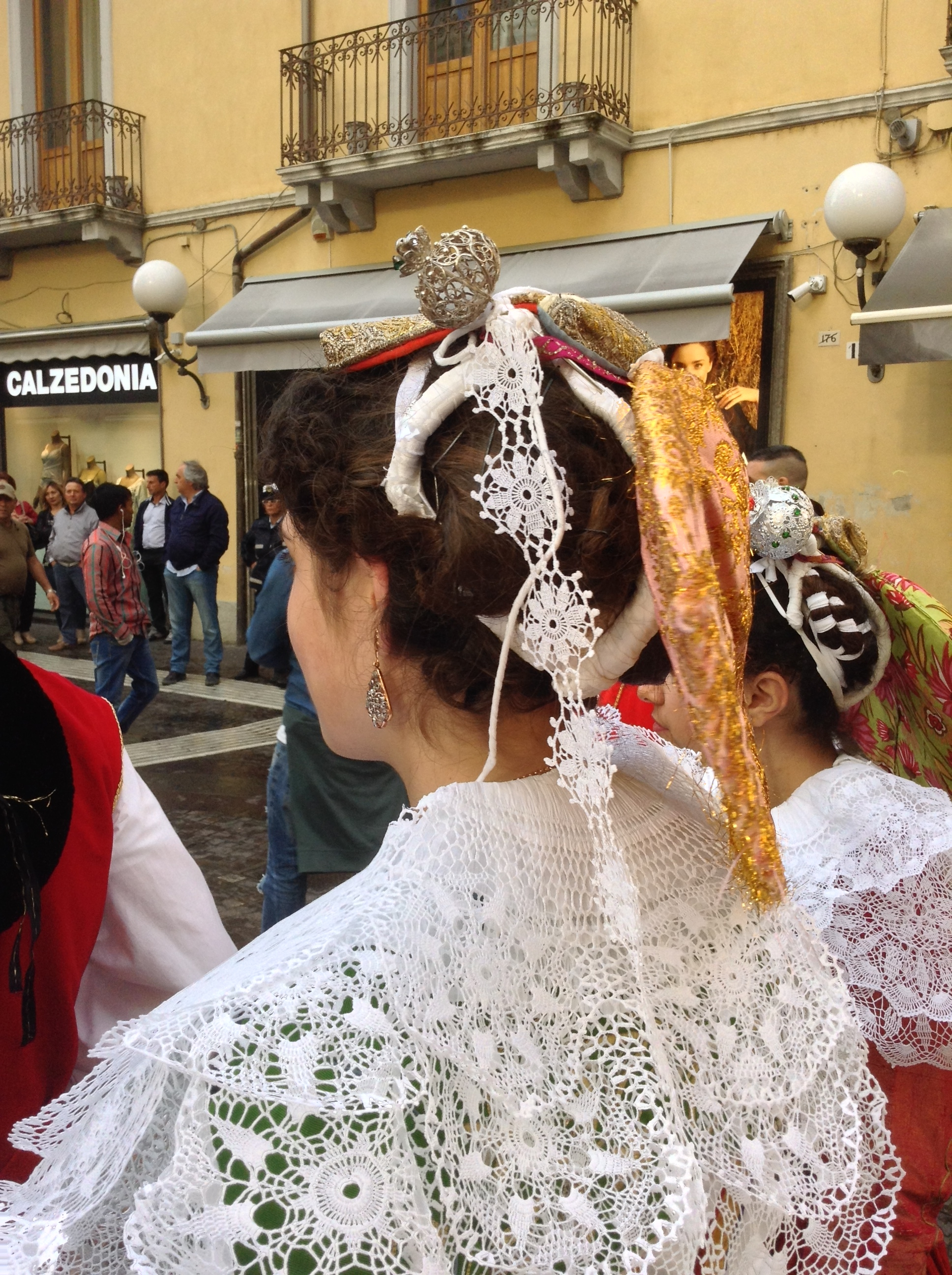
Kopfschmuck einer Arbëreshbraut von San Paolo Albanese

Die britische Reiseschriftstellerin, Porträt- und Landschaftsmalerin Estella (Louisa Michaela) Canziani bereiste die Abruzzen um die Jahreswende 1913/14 und berichtete aus Villa Badessa, dass für die Ehe die Eltern konsultiert wurden, und wenn die Wahl getroffen war, besuchte das Familienoberhaupt die Familie der Braut und machte den Heiratsantrag. Normalerweise wurde der Hochzeitstag auf einen Sonntag festgelegt, und die Verwandten versammelten sich am Donnerstag vorher im Haus des Bräutigams. Es wurde eine große Focaccia aus Kleie vorbereitet und darin ein Goldring versteckt. Ein Junge und ein Mädchen wurden mit dem Suchen des Ringes beauftragt. Wenn der Junge ihn fand, sollte die Erstgeburt ein Junge, ansonsten ein Mädchen sein.

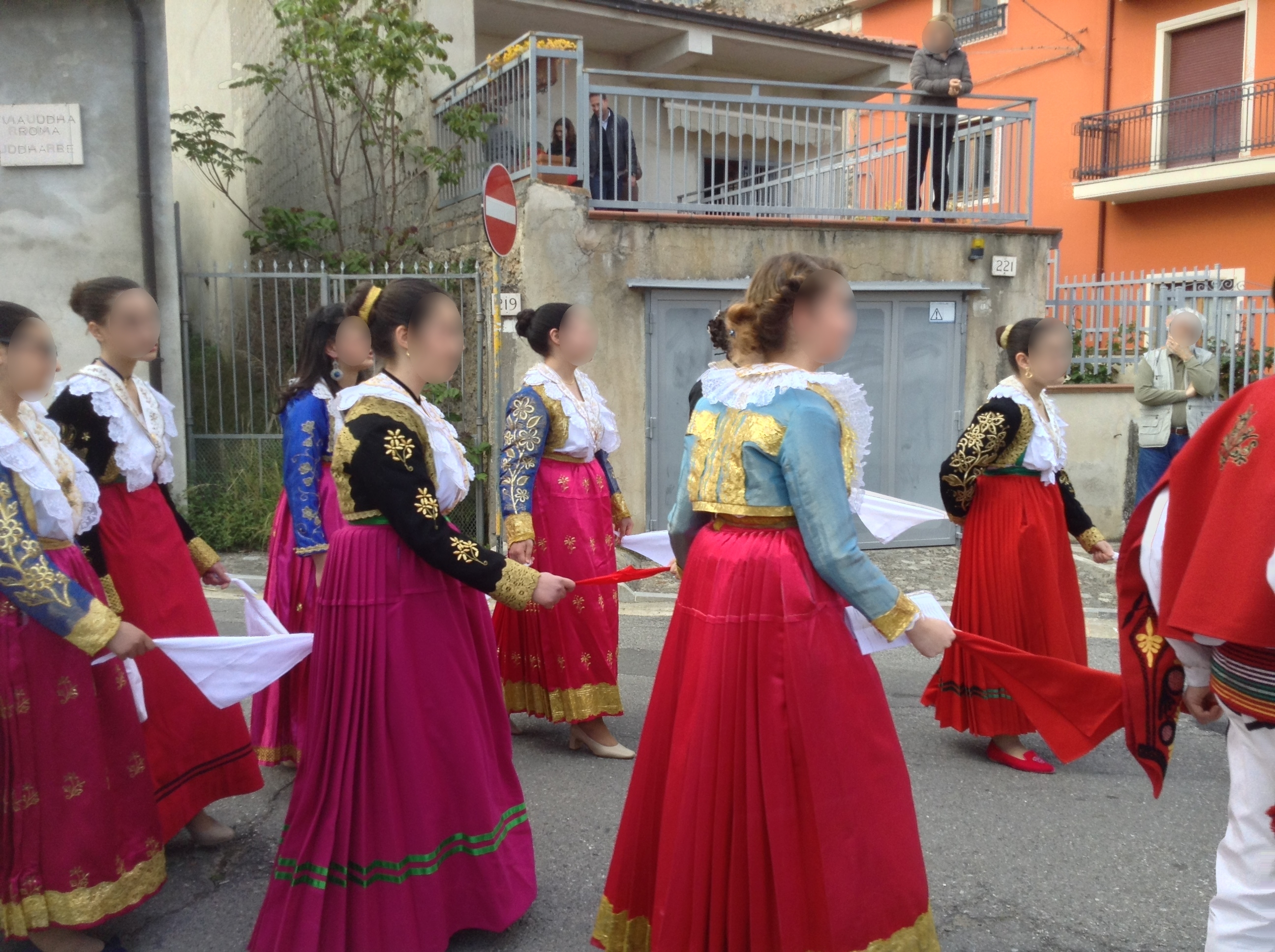
Vallet-Tanz in Frascineto, Kalabrien

Der charakteristischste Tanz war der Vallet-Tanz und wurde von einer langen Kette von Männern und Frauen durchgeführt, während ein Chor patriotische Lieder sang. Am Vorabend der Hochzeit zogen die Mädchen tanzend und singend ins Haus der Braut, während die Braut die Hefe für die Hochzeitstorte vorbereitete. Am darauffolgenden Tag wurde die Hochzeitstorte gebacken.
Am Hochzeitstag wurde die Braut von einer der älteren Frauen angekleidet. Die Kleidung der Unverheirateten wurde abgelegt, um die der Verheirateten anzuziehen. Über dem Unterkleid trug sie einen grünen Faltenrock, „Zoga“ genannt. Im ganzen Ort gab es nur vier oder fünf solcher grünen Röcke, die von einer Familie der anderen geliehen wurden. Je älter und schlechter der Zustand der „Zoga“, umso mehr Glück sollte sie bringen. Ein weißer Schleier mit vier großen silbernen Broschen bedeckte den Kopf und den Körper der Braut und zwei rosa Bänder fielen auf ihre Schulter. Während die Braut auf ihren Bräutigam wartete, sangen ihre Freundinnen Klagelieder.

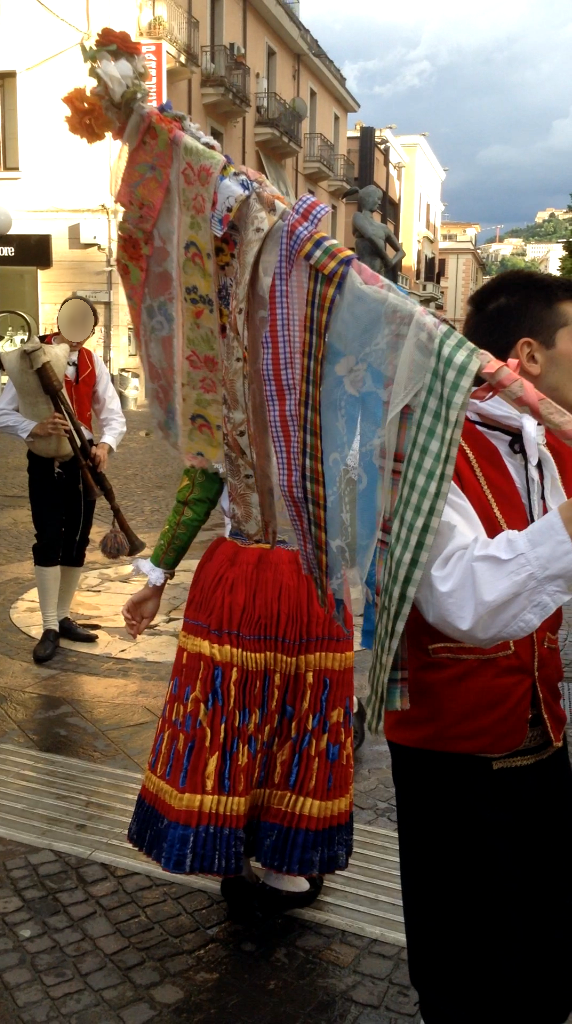
Selbst gemachte Fahne aus bunten Bändern für den Hochzeitszug

Im Haus des Bräutigams bildeten die Freunde einen Hochzeitszug, der mit einer selbst gemachten Fahne aus bunten Bändern (Arbëresh: Fiamuri) auf einem kurzen Stock zum Haus der Braut zogen. Der Hochzeitszug wurde vom nächsten Familienangehörigen angeführt. Wenn sie am Haus der Braut ankamen, fanden sie die Tür verschlossen und simulierten einen Angriff und einen gewaltsamen Eintritt. Der Bräutigam sang dabei das Lied Lo Sparviero.
Anschließend zogen alle in die Kirche, wo auf einem Grab eine Art Altar für die Zeremonie vorbereitet worden war und der Papas den Brautleuten zwei mit Bändern verflochtene Kronen anbot. Die Zeremonie wurde nach griechisch-byzantinischem Ritus durchgeführt. Der Papas gab dem Ehepaar dreimal Brot, das einen Einschnitt in Form eines Kreuzes hatte und gab ihnen den Wein aus einem Kelch zu kosten, den er später auf den Boden warf. Als gutes Vorzeichen musste das Glas dabei zerbersten. Dieser Brauch symbolisierte und symbolisiert noch heute die Treue, und kein anderer darf aus demselben Glas trinken.
Beide Hochzeitszüge, der des Bräutigams und der der Braut, zogen schließlich zum Haus des Bräutigams, wo die Mutter die Hausschlüssel der Braut überreichte. Am Ende übergab der Brautvater seine Tochter zusammen mit einem Stock – einem Symbol der ehemännlichen Macht – dem Ehemann. Danach traten Braut und Bräutigam singend ins Haus.
Außer dem Brautkleid, das einst die traditionelle albanische Tracht war, ist das komplexe Zeremoniell bis heute unverändert geblieben. Der griechisch-byzantinische Eheritus wird in zwei Teilen gefeiert, die einst zu verschiedenen Zeitpunkten vorgesehen waren, nämlich dem Austausch der Ringe, Symbol für die Treue und das Geschenk des gegenseitigen Lebens, und dem Krönungsritus, Symbol der gegenseitigen Hingabe und des Besitzes.

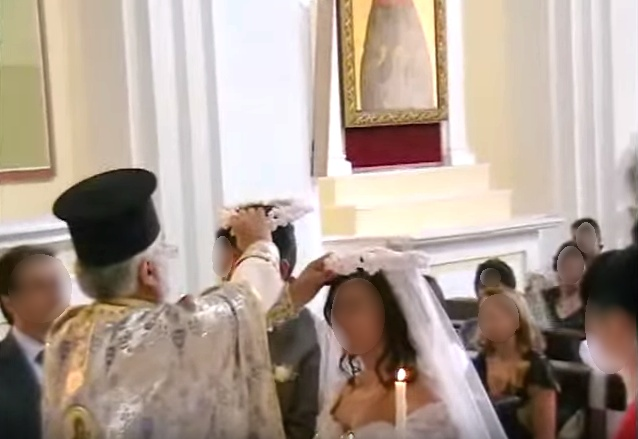
Arbëresh Hochzeit mit Austausch der Hochzeitskronen

Ursprünglich war es Brauch, dass Braut und Bräutigam die Hochzeitkronen für acht Tage im Haus aufbewahrten. Während dieser Zeit mussten sie keusch bleiben und ihre Leidenschaft beherrschen. Der Geist sollte Vorrang über das Fleisch haben.
Die Hochzeit erscheint feierlich aber komplex. Am Tag der Hochzeit verabreden sich die Brautleute vor der Kirche, wo sie vom Papas empfangen werden. Dieser fragt sie, ob sie freiwillig die Ehe schließen möchten. Nach bejahender Antwort macht der Papas ein Kreuz auf den Häuptern der Brautleute und übergibt ihnen zwei brennende große Kerzen. Danach dürfen die Brautleute in die Kirche eintreten. Der Papas begrüßt sie mit einer neuen Segnung mit Weihrauch. Es folgt die Zeremonie der Ringe, die einst aus Gold für die Männer und aus Silber für die Frauen waren, um die Macht des ersten und die Unterwerfung der zweiten in Erinnerung zu rufen. Danach die Zeremonie der Kronen, die nach einer dreifachen Segnung auf die Häupter der Brautleute niedergelegt werden.
Der Papas reicht den Brautleuten im Zeichen des Heiligen Abendmahls etwas Brot und Wein. Die dreifache „Freudenrunde“ weiht die erfolgreiche Vereinigung. Der Papas begleitet singend das Ritual und legt dabei einen Zipfel der Stola auf die rechten Hände der Brautleute.

### Das Bestattungsritual

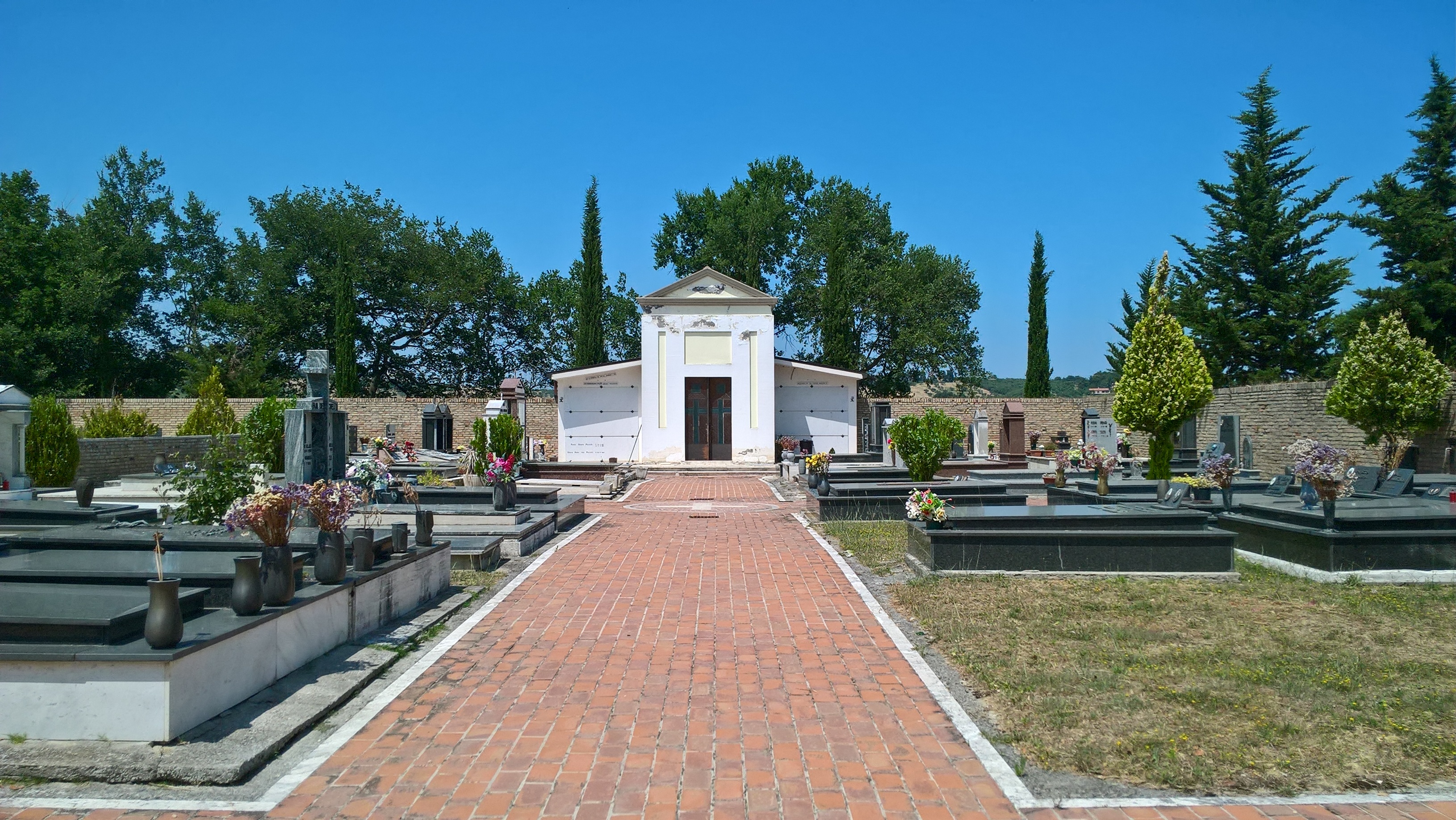
Friedhof in Villa Badessa: links ist Westen, wo die Arbëreshnachkommen beerdigt sind und nach Osten schauen

Die Tradition der Arbëresh sieht vor, Geld in die Taschen des Toten zu stecken, was auch in Villa Badessa und sogar in den italienischsprachigen Nachbarorten geschieht. Bis 1962 befand sich der Friedhof in einem kleinen Grundstück zwischen der Kirche und dem Pfarrhaus, wo nur Nachkommen der Arbëresh begraben werden durften. Auf Initiative von Papas Lino Bellizzi wurde ein neuer Friedhof außerhalb des Ortes in Betrieb genommen, wo es keinen Ausschluss von „Griechen“ (Arbëresh) oder „Lateinern“ (Italienern) mehr gibt und alle Badessani begraben werden dürfen. Ein Unterschied ist erhalten geblieben: Die Arbëreshnachkommen werden mit dem Kopf nach Sonnenaufgang (Osten) und die „Lateiner“ mit dem Kopf nach Westen begraben.
Eine ältere Frau des Ortes berichtete, dass der Sarg einst offen von zuhause zum Friedhof getragen wurde, wo die Verwandten selbst ein Grab schaufelten. Noch heute wird ein weißes Tuch auf das Gesicht des Toten gelegt, bevor der Sarg geschlossen wird. Vor der Beerdigung begießt der Papas den Sarg mit Öl, Wein und Weihrauch und wirft eine Handvoll Erde auf den Sarg. Dabei spricht er: „Aus dem Staub bist du gekommen und zu Staub wirst du werden“. Bis vor ein paar Jahrzehnten wurde nach der Beerdigung zur Erinnerung an den Verstorbenen eine Begräbnisfeier unter allen Beteiligten abgehalten. Gemäß dieser Tradition würden die Toten sich freuen, wenn man in Erinnerung an sie zusammen isst und trinkt.
Nach dem Bericht von Estella Canziani aus dem Jahr 1914 war der charakteristischste Bestandteil einer albanischen Beerdigung die Verteilung von gekochtem Weizen und Wein an alle Anwesenden nach der Beerdigung. Nach vierzig Tagen gab es ein Totenmahl und der gekochte Weizen und der Wein für Zeremonien wurden am Vorabend gesegnet. Das Bestattungsritual gibt es heute nicht mehr.

### Kirche Santa Maria Assunta

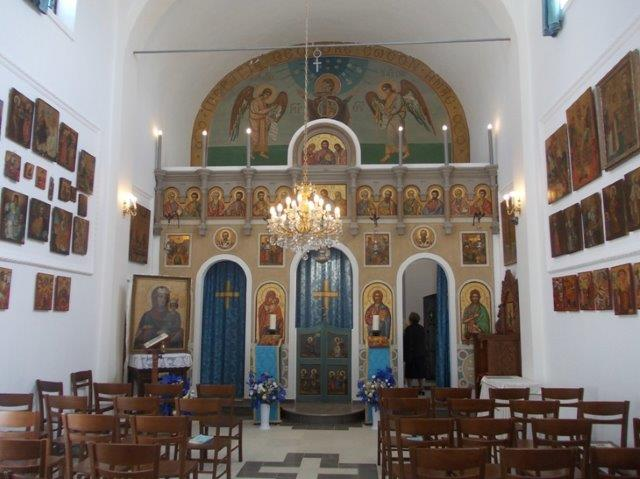
Die Innenansicht der Kirche von Villa Badessa

König Karl VII. erlaubte und half den Albanern finanziell, eine eigene Kirche zu bauen, so dass sie ihren griechisch-byzantinischen Ritus ausüben konnten, ohne von den katholischen Bischöfen „vorübergehend“ belästigt zu werden. Nach dem albanischen Buchautor Minella Gjoni soll die 1759 im Ortszentrum von Villa Badessa erbaute Kirche wie die von Piqeras ausgesehen haben, die während des kommunistischen Regimes zerstört wurde. Die Kirche in Villa Badessa wurde später Santa Maria Assunta geweiht. Erster Papas war Macario Nica.

### Der religiöse schismatische Versuch

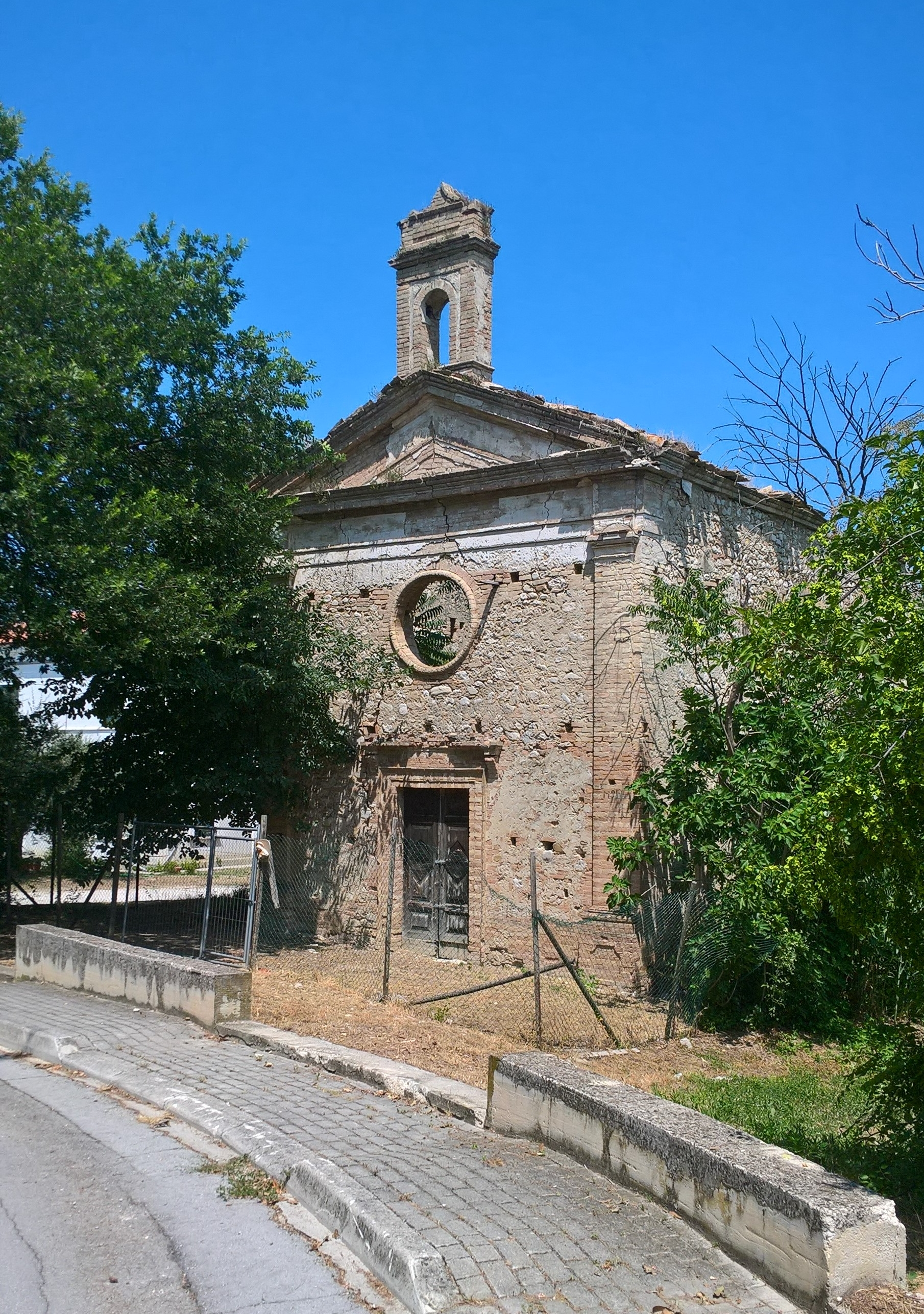
L’incompiuta außerhalb von Villa Badessa

Zwischen 1887 und 1894 entschlossen sich einige vom Patriarchat von Konstantinopel abhängige christlich-schismatische Priester aus Ancona, die die Regsamkeit des östlichen Ritus in Villa Badessa festgestellt hatten, sich dort zur Missionierung und zum eventuellen religiösen Schisma niederzulassen. In einem Zimmer im Haus der Familie D’Andrea, die mit den Neuankömmlingen sympathisierte, wurden die ersten Andachten gehalten. Von der Familie De Micheli erhielten sie ein Grundstück für den Bau einer neuen Kirche mit der Klausel, wenn dieses Projekt nicht abgeschlossen werde, das Grundstück an die Spenderfamilie zurückzugeben sei. Der Versuch des Schismas war Ursache bitterer Auseinandersetzungen zwischen den wohlhabenden Familien und dauerte rund zehn Jahre, bis sich der griechisch-byzantinische Ritus innerhalb der katholischen Kirche durchsetzte. Die schismatische Kirche wurde nie fertiggestellt. Übriggeblieben sind die Reste des damals begonnenen Skeletts des Kirchengebäudes, genannt „L’incompiuta“.

### Die Ikonen

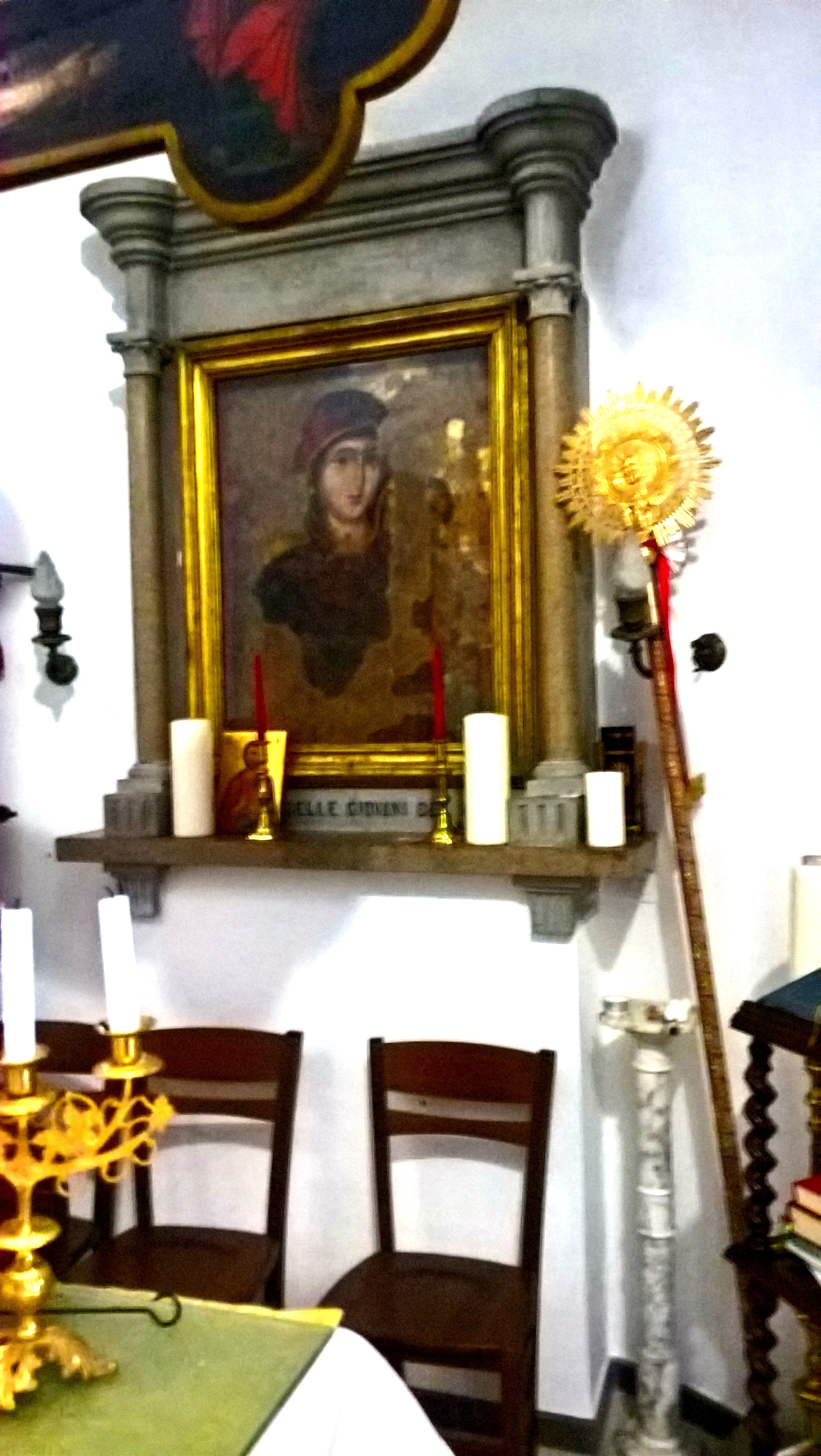
Hodegetria im Bema der Chiesa Santa Maria Assunta, 15. Jahrhundert

In der Kirche Santa Maria Assunta befindet sich eine wertvolle Sammlung von 77 byzantinischen und postbyzantinischen Ikonen, die zwischen dem 15. und 20. Jahrhundert von verschiedenen Künstlern „geschrieben“ wurden und die der authentischste materielle Beweis der Arbëreshë-Realität von Villa Badessa sind.
Die älteste Ikone der Sammlung ist die der Gottesgebärerin Hodegetria, der Wegweiserin. Die Verehrung dieser Ikone kann sich auf Augusta Aelia Pulcheria (450), Gegnerin der nestorianischen Häresie, beziehen, die nach der Überlieferung in Konstantinopel die Hodegetriakirche errichten ließ. Als Koryphäe soll Hodegetria die griechisch-albanischen Familien in die gastfreundlichen Gebiete Italiens geführt haben.
Über dem Vorbereitungstisch (Prothesis) befindet sich die Ikone Akra Tapeinosis (die größte Demütigung), das Bild des toten Christus. Das Bild entstand wahrscheinlich 1767, ein Vierteljahrhundert nach der Gründung von Villa Badessa.
Was die heiligen Ikonen angeht, weiß man, dass sie traditionell außer in der Kirche auch in den Familien aufbewahrt werden, was noch heute in Nivice geschieht.
1965 wurde die Ikonensammlung von Villa Badessa vom Ministerium für öffentliche Bildung zu “Werken von nationalem Interesse” erklärt, da sie die größte bestehende Sammlung von epirotischen Ikonen in Mitteleuropa ist.

## Kultur

### Museum
Das Gemeindemuseum in Via Italia 14  mit ethno-anthropologischer Ausstellung von Villa Badessa zeigt unter anderem antike traditionelle Kleidung, Heiligenbilder, Schmuck aus Silber und Koralle, antike sakrale Gegenstände und Fotos.

### Veranstaltungen

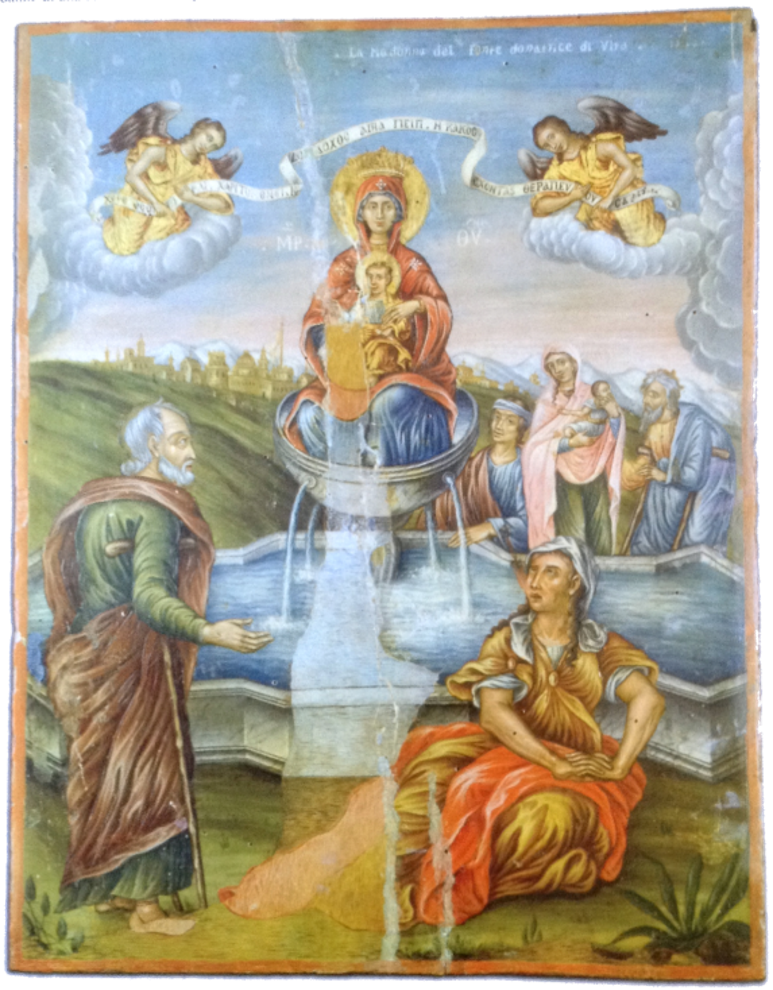
Ikone der Gottesmutter der lebenspendenden Quelle in der Chiesa Santa Maria Assunta in Villa Badessa

- 6. Januar: Solenne Benedizione delle Acque (Feierliches Segnen des Wassers)
- im Januar: Sant’Antonio-Feier
- Verschiedene Ereignisse stehen im Zusammenhang mit den Riten der Karwoche[78]
- Karfreitagsprozession
- Ostersonntag: Kampf zwischen dem Guten (Licht außerhalb der Kirche) und dem Bösen (der Teufel in der dunklen Kirche)
- 1. Sonntag nach Ostern: Prozession der Madonna della Fonte (Gottesmutter der lebensspendenden Quelle)
- 1. Mai: Gara della Ruzzola del formaggio (Käseradwerfen auf der Straße), ein Wettbewerb, der auch in den umliegenden Orten stattfindet
- 8. September: Prozession der Schutzheiligen von Villa Badessa, der Heiligen Maria Hodegetria
- 12. Dezember: Fest des Schutzheiligen von Villa Badessa, des Heiligen Spyridon

### Kulinarische Spezialitäten
Kulinarische Spezialitäten von Villa Badessa sind:
- Colivi (gekochter mit orientalischen Gewürzen aromatisierter „Grano cotto“, ein Gemisch aus gekochtem Weizen, Glühwein, Granatapfelkerne, Walnüsse und Zimt),
- Tepsì (Mischung aus nassem Reis, verschiedenem Gemüse, kleinen Stücken Fleisch oder Baccalà (gesalzener und getrockneter pazifischer und atlantischer Kabeljau) auf ausgerolltem Nudelteig),
- Pipecchio (Pastete aus Ei, Ricotta und Käse formaggio),
- Shellira (streichfähige Süßware) und
- Nehole badessane/Ferratelle (mit einem Eisen hergestellte Süßigkeiten mit dem Kirchensymbol).[78]

## Infrastruktur und Verkehr
Villa Badessa liegt etwas abseits von den Hauptstraßen. Die wichtigsten Straßenverbindungen sind:
- Autostrada A14 (Bologna-Tarent), (uscita Pescara-Villanova, Fraktion von Cepagatti) von und nach Norditalien.
- Autostrada A24 (Rom-Teramo), (uscita Pescara-Villanova) von und nach Westitalien
- Richtung Cepagatti-Catignanoo

## Persönlichkeiten

### Söhne und Töchter
- Nestore Palli (* 8. August 1796 in Villa Badessa; † 13. Februar 1882 in Torre del Greco; beerdigt in Poggioreale), schismatischer Papas, Professor für Latein und Griechisch am staatlichen Gymnasium „Dante Alighieri“ in Neapel;[79] Autor der griechischen Grammatik[80]

### Personen mit Beziehung zum Ort

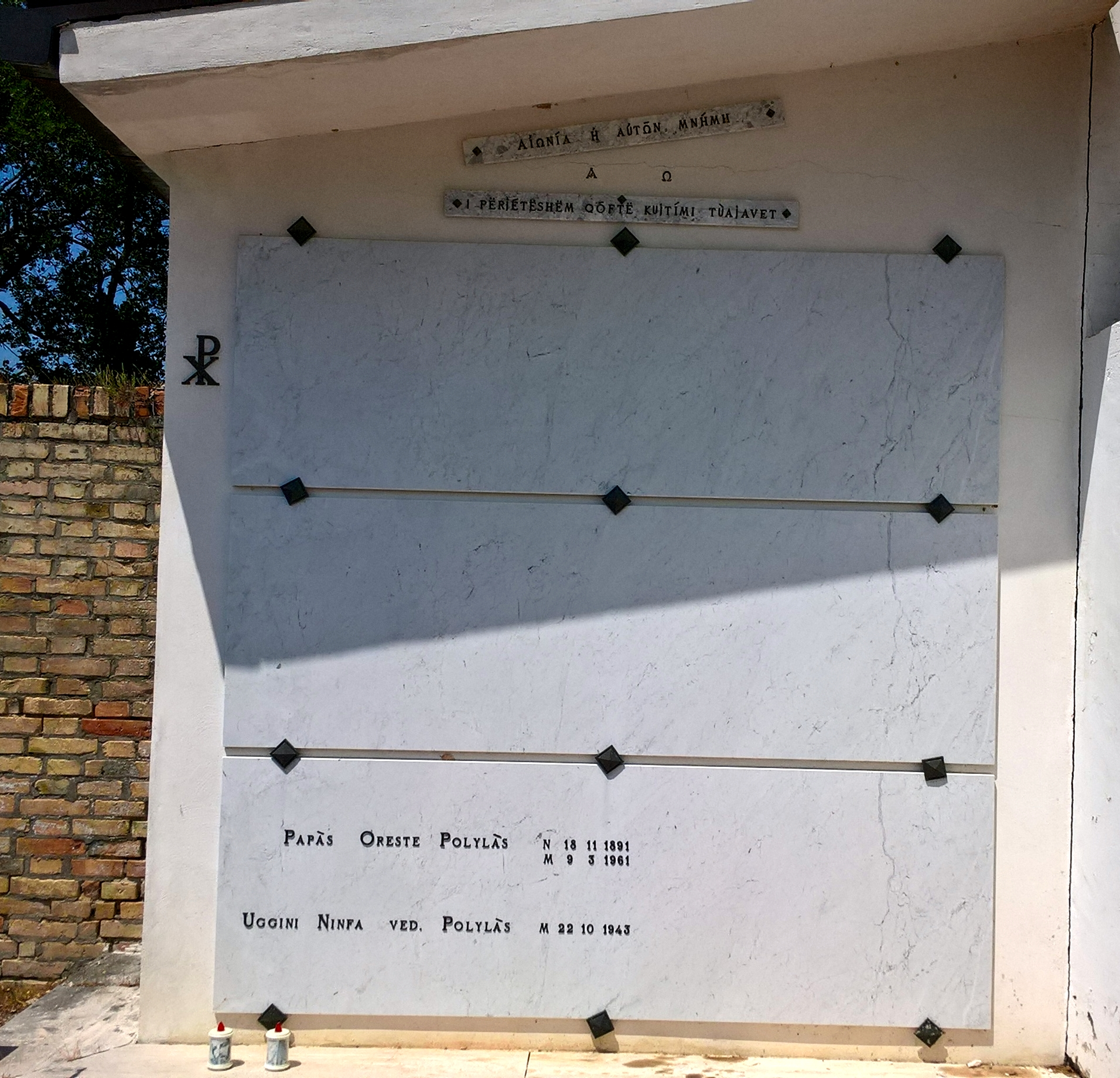
Grab von Papas Oreste Polylàs und seiner Frau in Villa Badessa

#### Papas von Villa Badessa
- Macario Nicàs, Priestermönch, einer der Anführer der Flüchtlinge, der sie 1742 von Piqeras nach Villa Badessa begleitete; erster Papas der Kirche Santa Maria Assunta von Villa Badessa von 1743 bis 1768, Jahr, in dem er starb[13]
- Martino [di Anastasio Vlasi], Vikar (1768–1771)
- Spiridione [Spiro di Dimo Palli], Vikar (1771–1775), Papas (1775–1790)
- Ettore Oreste Polylàs, Papas von Villa Badessa in der ersten Hälfte des 20. Jahrhunderts (* 18. November 1891 in Botosani; † 9. März 1961)[81]
- Lino Bellizzi (* 1922 Frascineto; † 2002), ab dem 6. Dezember 1957 Papas von Villa Badessa,[82] Gründer des Kirchenchors, Verteidiger der Tradition und der Identität der Arbëresh von Villa Badessa und Buchautor[83]
- Luigi Fioriti, Diakon von Villa Badessa von 2000 bis 2002[84]
- Paolo Lombardo, Archimandrit von Villa Badessa von 2002 bis 2006[84]
- Micea Coros, Papas von Villa Badessa seit 2007[85]